# Karacadağ (Karapınar) Vulkanregion
In Inneranatolien spielen neben dem zentralen Kappadokien um Ürgüp und Nevşehir zwei Vulkanregionen im Süden bzw. Südosten der Konya-Ebene (Konya Ovası) eine landschaftlich und auch kulturhistorisch auffällige Rolle: Die Vulkanberge des Karacadağ bei Karapınar und des Karadağ nördlich von Karaman. Hier sind vor allem große Vulkankegel neogenen Alters und kleine Krater aus dem Quartär bzw. ein neogener Vulkan mit einem großen Krater und zahlreichen kleineren Parasitärkratern kennzeichnend. Das Vulkangebiet des Karacadağ mit seinem unmittelbaren Umfeld nahe der Stadt Karapınar bietet dabei ein besonders breites Spektrum geologischer, geomorphologischer und kulturhistorischer Aspekte. Der Karacadağ bei Karapınar sollte nicht verwechselt werden mit dem gleichnamigen Karacadağ (oder auch Karacalıdağ), einem 1957 m hohen Schildvulkan in der Provinz Şanlıurfa in der Südost-Türkei.

## Zur Lage
Das Vulkangebiet des Karacadağ erstreckt sich weitgehend zwischen Karapınar und Ereğli (Konya Ereğlisi) in Nordosten, Osten und Südosten von Karapınar, einer Stadt und einem Landkreis in der Provinz Konya (Zentral-Anatolien). Der Kreis grenzt im Westen an die Kreise von Çumra und Karatay, im Nordosten an Emirgazi und im Osten an Ereğli, alle in der Provinz Konya. Im Norden liegen die Landkreise Eskil und Aksaray (Provinz Aksaray) und im Süden die Landkreise Karaman und Ayrancı (beide in der Provinz Karaman). Die Kreisstadt Karapınar liegt etwa 100 Kilometer östlich der Provinzhauptstadt Konya an der Fernstraße 330 von Konya nach Ereğli mit Anschluss an die Staatsstraße 750 nach Adana. Das eigentliche Karacadağ-Massiv mit einer Fläche von etwa 200 km² hat die Form eines abgeflachten Kamms mit einer Höhe von 2025 m, der sich in südwest-nordöstlicher Richtung erstreckt und seine vulkanischen Aktivitäten im mittleren oberen Miozän begann.

## Geologisch-geographischer Rahmen
Das von jungen Vulkaniten bedeckte Land in Anatolien ist sehr groß. Ein Blick auf eine geologische Karte der Türkei macht deutlich, dass es in Anatolien vier große junge vulkanische Hauptregionen gibt: In Westanatolien das Gebiet der Biga-Halbinsel mit ihren östlich und südlich benachbarten Bereichen, in Südostanatolien vor allem das oben bereits genannte Vulkanmassiv des Karacadağ zwischen Urfa und Diyarbakır, in Nordostanatolien die ausgedehnten Vulkanplateaus Hocharmeniens und in Zentralanatolien die besonderen Schwerpunkte in Kappadokien beidseits des Kızılırmak-Bogens zwischen Tuz Gölü und Antitaurus. Neben großen Formen, wie markant aufsteigenden Vulkanbergen, machen vor allem ausgedehnte Lavaplateaus, bizarre Vulkanablagerungen, kleine Explosionskrater und vulkanische Tuffregionen mit Tuffkegeln die Topographie dieser Gebiete auch touristisch besonders attraktiv.
In den Regionen um Konya ist das Vulkangebiet des Karacadağ (2225 m) eines der Hauptvulkangebiete, zu denen aber auch der Karadağ (2271 m) bei Karaman, die Erenler Dağları (2319 m) im Südwesten bzw. der Aladağ (2203 m) im Westen von Konya (2319 m) gehören, deren Lavaansammlungen im Miozän und unteren Pliozän gebildet wurden und die Grundlage einiger Vulkanberge bzw. -gebirge bilden. Während die Erenler- und Aladağ-Vulkanmassen weitgehend aus Dazit- und Andesit-Laven und der Karadağ überwiegend aus roten Andesiten bestehen, ist das Massiv des Karacadağ neben Basalten und Andesiten nach Peter de Tchihatcheff aus zahlreichen Trachytkegeln und weißem Bimsstein und Tuffstein gebildet worden und ein Vulkangebirge, das starken Denudationsprozessen (flächenhaft wirkende Abtragung) ausgesetzt war. Vulkantuff, Andesit und Basalte, Produkte des letzten Ausbruchs, bilden die Hauptstruktur des Berges. Forscher haben den quartären Vulkanismus in dieser Region zwischen 714.000 und 20.000 Jahren mit der Kalium-Argon-Datierungsmethode ermittelt. Diese Daten zeigen, dass die letzte Phase des Vulkanismus historische Perioden erreichte.

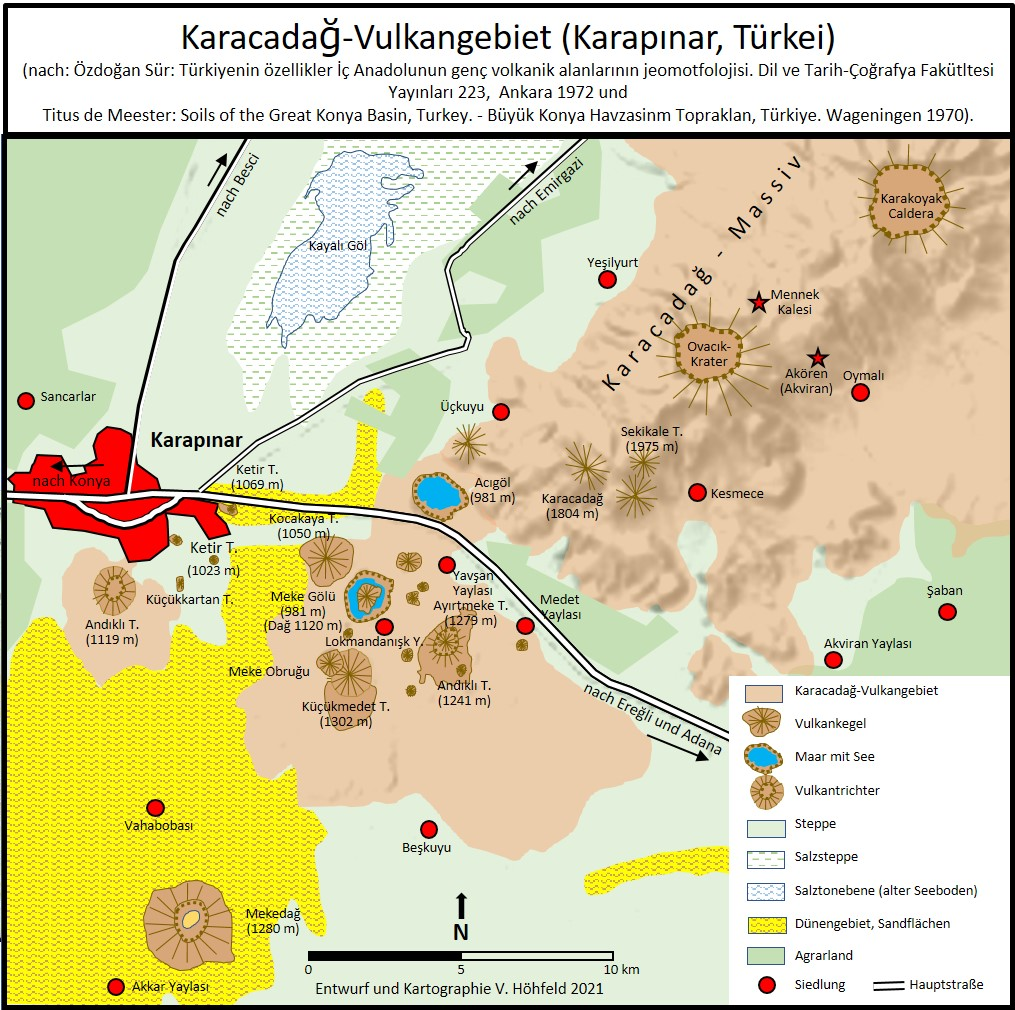
Die Karte zeigt die wichtigsten physisch-geographischen Besonderheiten des Vulkangebietes um den Karacadağ bei Karapınar

Neogen-quartäre Vulkangesteine treten in einem weiten Gebiet auf, das sich um den Karacadağ bis nach Karapınar, Emirgazi und Ereğli erstreckt. Die neogen vulkanischen Erscheinungen, die in Form von Lavaströmen, Kuppeln und Pyroklasten auftreten, werden pauschal als „Karacadağ-Vulkanite“ bezeichnet. Auf der anderen Seite werden quartäre mafitische vulkanische Sedimente, die als Schlackenkegel, Lavaströme und Maar-Pyroklastiken auftreten, als "Karapınar-Vulkane" bezeichnet. Diese beiden Vulkanregionen bilden die südwestliche Erweiterung der kappadokischen Vulkanprovinz und werden unter dem Namen Karapınar-Karacadağ-Vulkankomplex zusammengefasst. Die Karacadağ-Vulkanite sind klar kalkalkalisch und bestehen hauptsächlich aus Andesit, seltener aus Basalt, Dazit und Trachyt. Karapinar-Vulkanite dagegen haben einen kalkalkalisch-mildalkalischen Charakter und bestehen hauptsächlich aus Basalt, seltener aus basaltischem Andesit und Andesit.

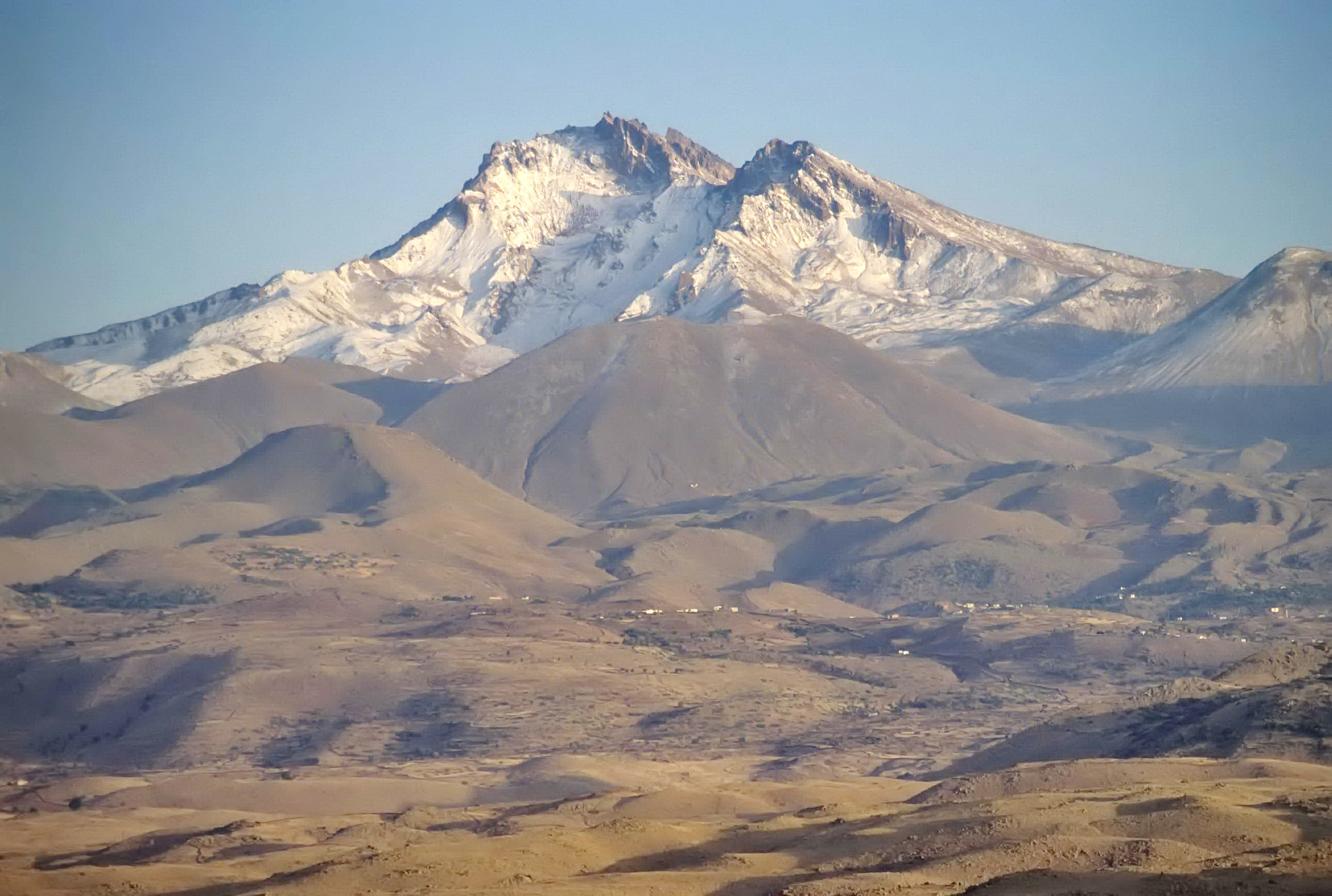
Gewaltig ist der Blick vom Topuzdağı-Pass auf die Kulisse des 3917 m hohen Erciyes Dağı über die Ebene von Dörtyol hinweg

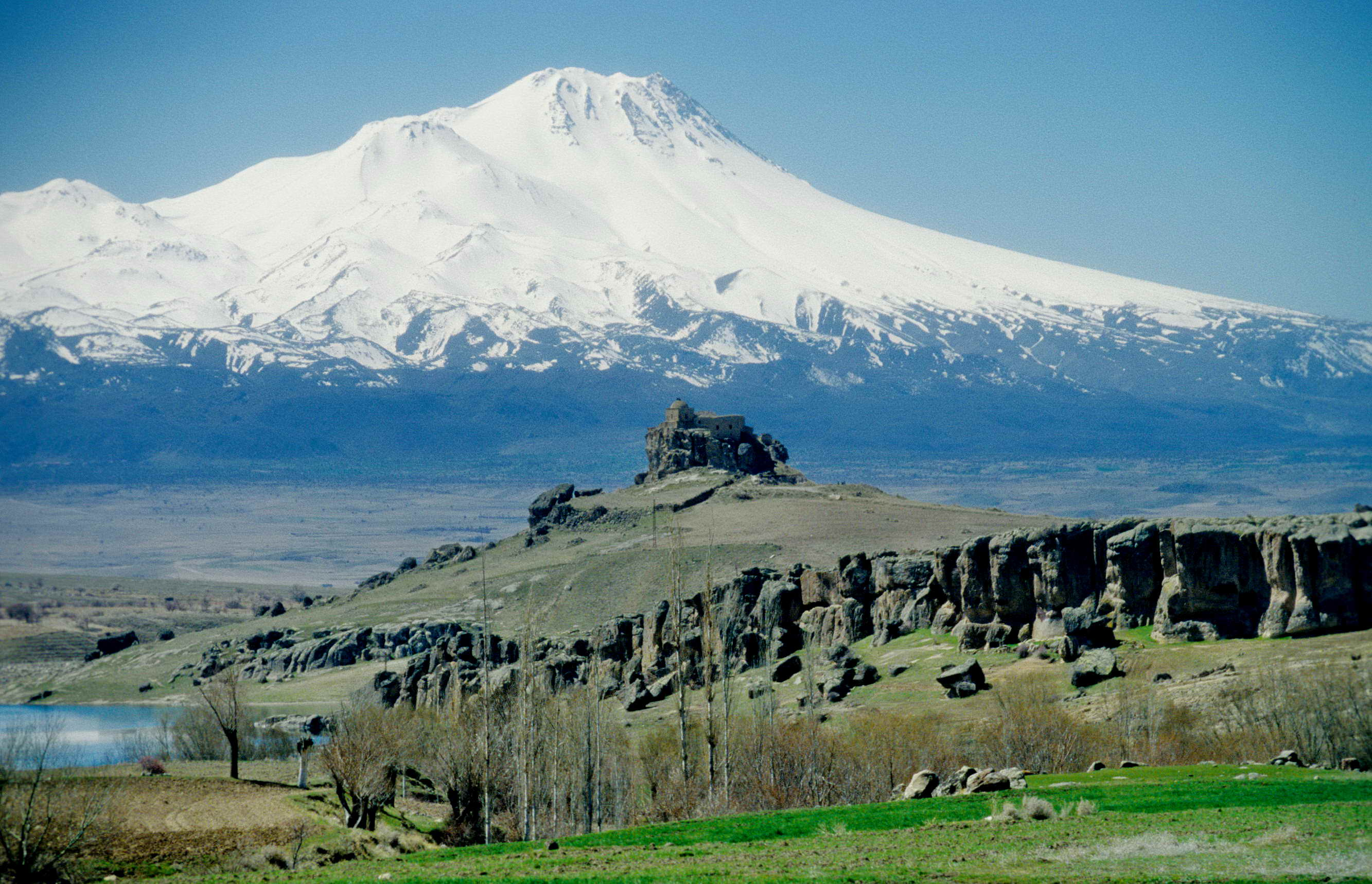
Blick von Güzelyurt über die Yüksek Kilise und das Tal des Melendiz Çayı auf den massiven Vulkankegel des 3268 m hohen Hasan Dağı nördlich des Karacadağ

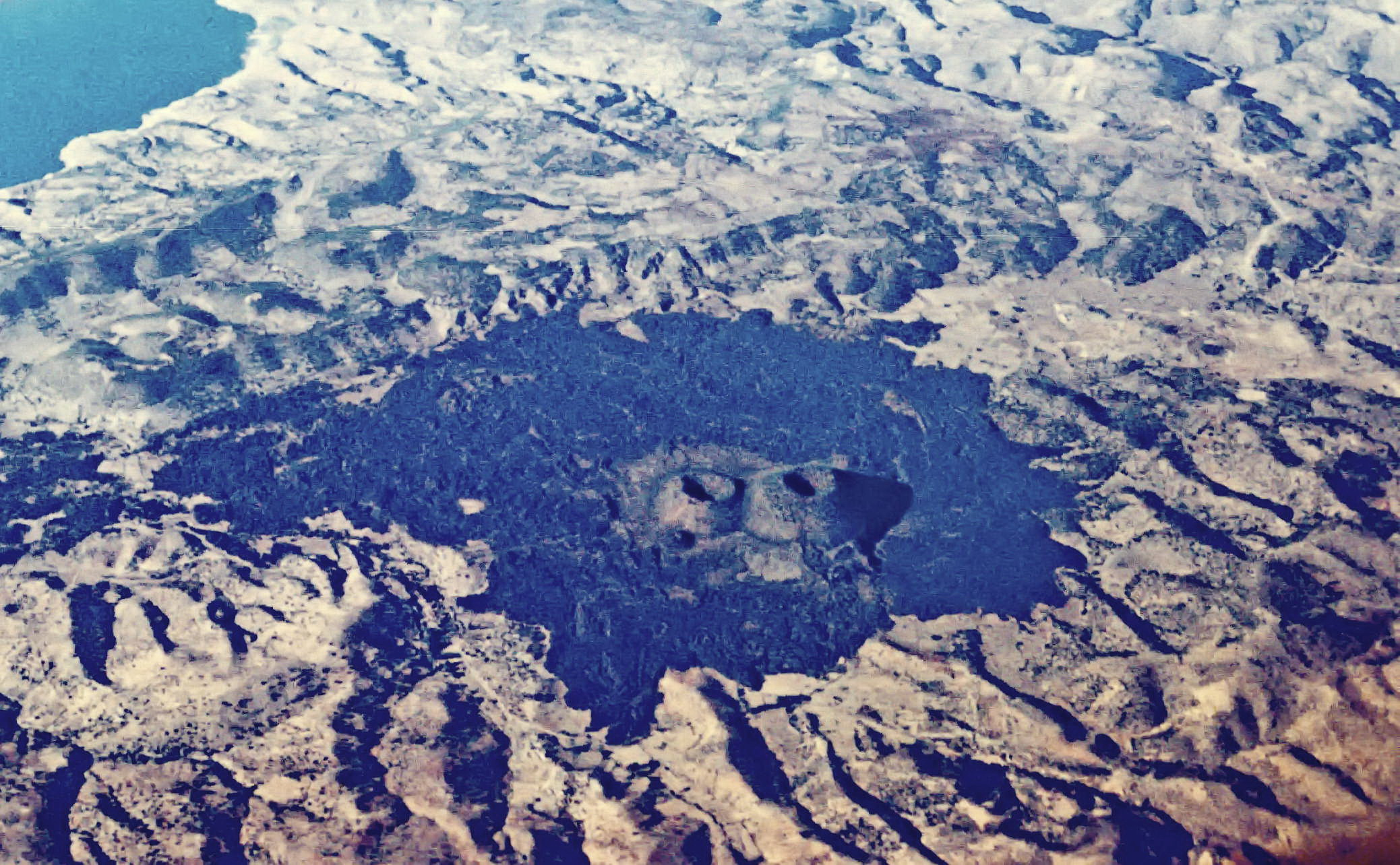
Die Flugaufnahme zeigt ein typisches junges Vulkangebiet, ein Lavafeld mit zwei Aschkegeln, in der antiken Landschaft Katakekaumene (verbranntes Land) in Westanatolien bei Kula.

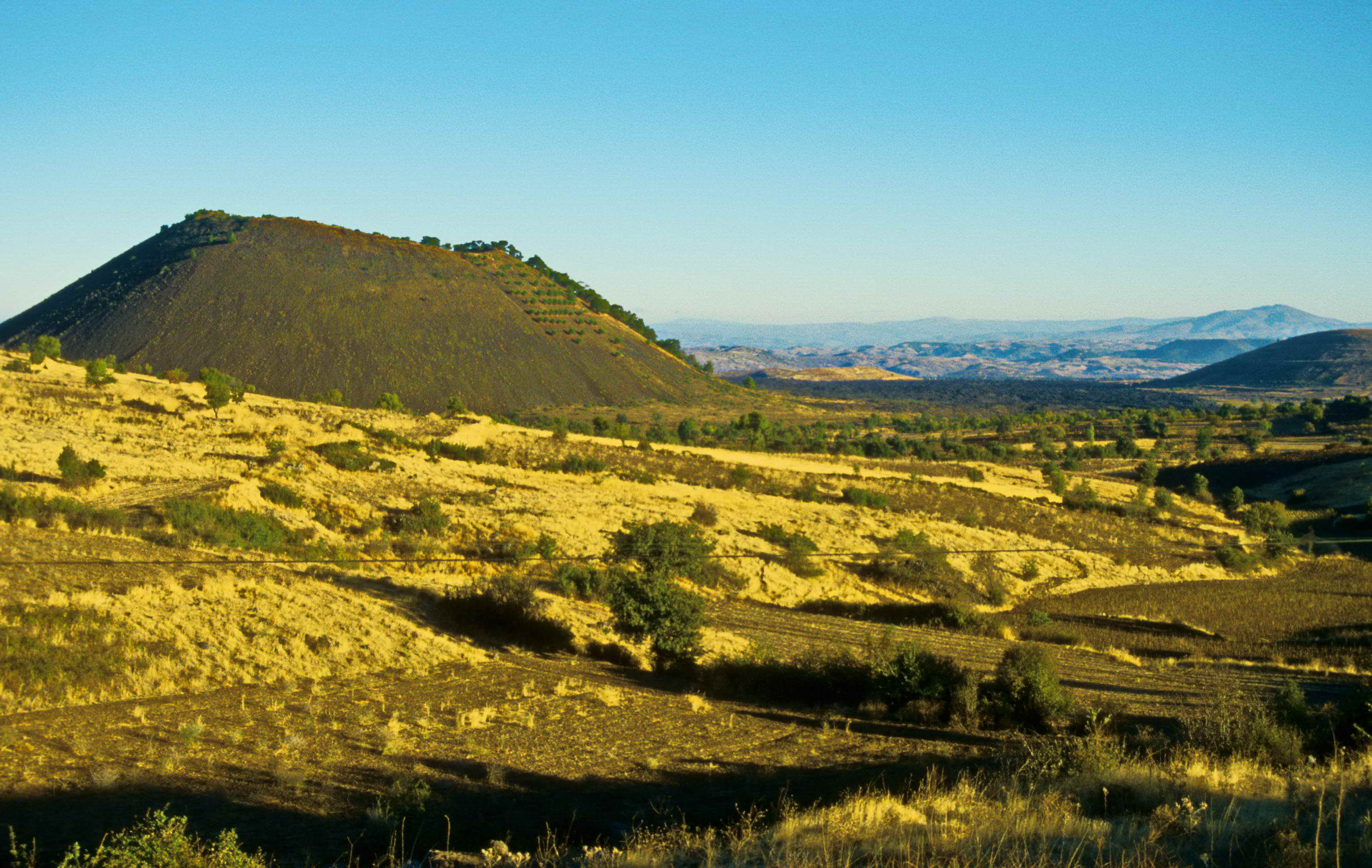
Das Bild zeigt einen der beiden Aschekegel im jungen Vulkangebiet von Kula in Westanatolien.

Erste jüngere vulkanische Eruptionen ereigneten sich im Gebiet von Karapınar wohl im Miozän. Nachdem vulkanische Ereignisse dann im mittleren Pliozän weitgehend ausgeblieben waren, setzten sie sich im oberen Pliozän und im Quartär mit Aktivitäten fort, die in der Türkei bis in historische Zeiten reichten, so u. a. im Umfeld des Erciyes Dağı und des Nemrut Dağı (Vanseegebiet). Die vulkanischen Vorgänge, die bislang entlang von großen Bruchlinien verlaufen waren, änderten sich dabei allerdings zu Formen zentraler Eruptionserscheinungen. Dies geschah im Allgemeinen in zwei großen Eruptionsperioden: In der ersten Phase im Miozän und Unter-Pliozän entstanden überwiegend Andesit-Dazit-Laven. Damals wuchsen Vulkanlandschaften in der Umgebung von Ankara und Afyonkarahisar, kappadokische Tuff-Hochebenen von Nevşehir und Aksaray und Ignimbrit-Plateaus der Bozok und Kars Yaylası. Die zweite Phase verstärkter vulkanischer Eruptionen geschah im oberen Pliozän bis zum Quartär meist in Form zentraler Ausbrüche und hauptsächlich in Form von Basaltlaven mit Eruptionen über dem gleichen vorher gebildeten vulkanischen Gelände des Miozäns und Unteren Pliozäns, wobei nur schwache Vulkanberge sowie Asche- und pyroklastische Kegel und Explosionskrater entstanden, die allerdings nicht alle den gleichen morphologischen Charakter aufweisen. Ein Teil davon ist entweder inzwischen vollständig erodiert und damit weitgehend verschwunden, wie Spuren derartiger vulkanischer Formationen um Karapınar zeigen, oder stark erodiert, wie am Karacadağ oder am Erciyes Dağı bei Kayseri. Andere haben bis heute mit ihrem geologisch und morphologisch jungen Erscheinungsbild überlebt, wie der Hasan Dağı oder die pyroklastischen Kegel, die in der letzten Phase z. B um Kula (Westanatolien) entstanden sind. Zwischen diesen beiden Eruptionsphasen gab es eine Phase tektonischer Ruhe und eine Pause der vulkanischen Aktivität, während der sich im Holozän durch flächenhafte Denudation einerseits Plateaus und andererseits durch einschneidende Tiefenerosion schornsteinhafte Tuffgebilde (die so oft zitierten „Feenkamine“ Kappadokiens) mit unterschiedlichen Formen herauspräparierten.
Der Vulkanismus der Karacadağ-Vulkane, der im Zusammenhang mit den Kollisionen zwischen der arabisch-afrikanischen Platte und der anatolischen Platte gesehen werden muss, ist weitgehend krustalen Ursprungs. Dabei wurde der dortige Vulkanismus, der im Pliozän als kalkalkalisch mit hohem Kaliumgehalt begann, mit der Zeit ärmer an Kalium und Silicium und verwandelte sich im Quartär in einen Vulkanismus mit eher leicht alkalischer Zusammensetzung. Die Tatsache, dass einige der quartären Basalte dort leicht kalkalkalisch sind, zudem aber eine Kaliumanreicherung aufweisen, weist darauf hin, dass die Magmaschmelze aus einer größeren Tiefe erfolgte und dabei z. T. kalkhaltige Vulkane bildete. „Alkalischer Vulkanismus bzw. kalkalkalischer Vulkanismus liefert vulkanische Produkte, bei denen der Anteil der Kieselsäure zwischen 56 % und 61 % liegt (bei etwa gleichen Anteilen von CaO und K2O+Na2O), charakteristischerweise also Plagioklas enthalten. Die Kalkalkali-Gesteine werden als Pazifische Sippe bezeichnet und stellen mit Granit, Diorit, Syenit oder Gabbro den weitaus größten Teil der magmatischen Gesteine. Unter ihnen wird noch zwischen einer Atlantischen Sippe mit vorwiegendem Na-Gehalt und einer Mediterranen Sippe mit vorwiegendem K-Gehalt unterschieden.“

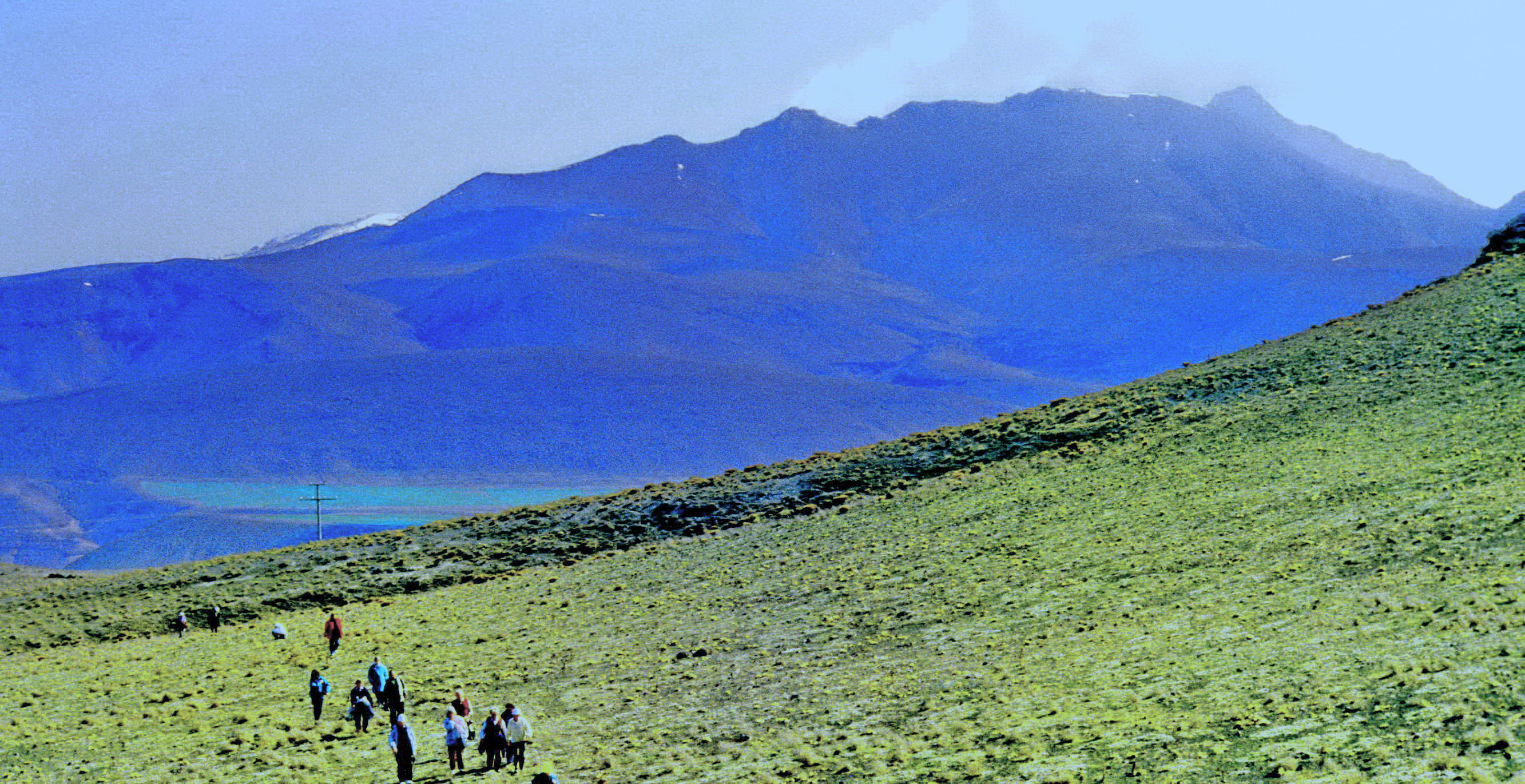
Blick nach Norden auf das Massiv des Karacadağ von einem der kleineren Vulkankegel nordöstlich des Meke Gölü

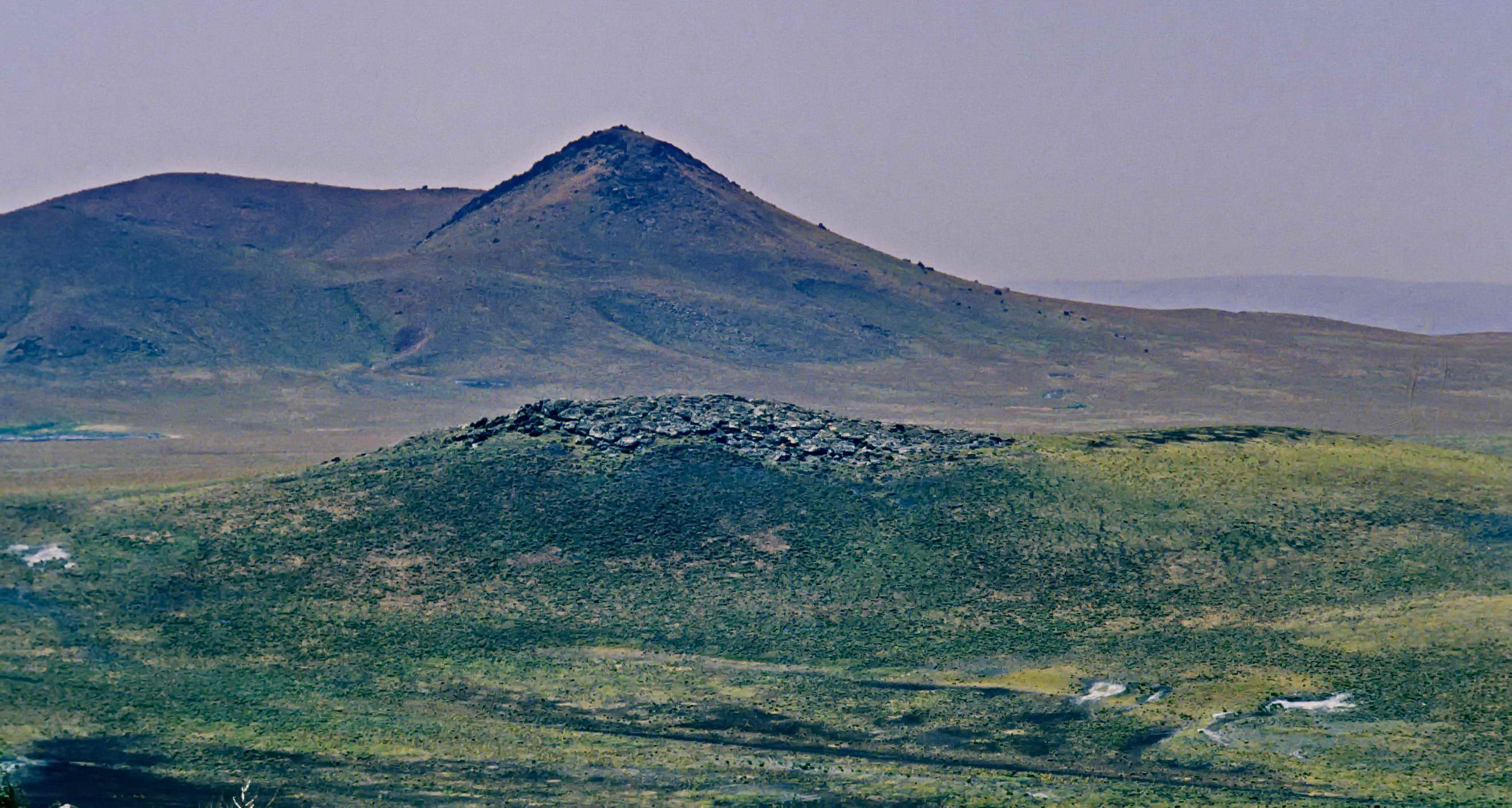
Blick über die Vulkanlandschaft östlich von Karapınar

Nach geochronologischen Berechnungen beträgt das Alter der Basalte der Karacadağ-Vulkanite 5,65 ± 0,06 Millionen Jahre und das Alter der dortigen Dazite 5,45 ± 0,09 Millionen Jahre. Aufgrund entsprechender weiterer Daten war der Vulkanismus von Karapınar und des Karacadağ von vor 2,5 Millionen Jahren bis zu historischen Perioden aktiv. Verschiedene Indikatoren weisen darauf hin, dass die Magmamassen aus dem Erdmantel-Bereich (also größerer Tiefe) stammen, allerdings auch kontinentale Krustenkomponenten enthalten, also bei Subduktionsprozessen während ihrer Bildung und Ablagerung verschiedene Krustenmaterialien aufnahmen, wobei die kontinentalen Krustenkomponenten von Neogen zum Quartär hin abnahmen, dann aber im Quartär räumlich zunahmen.
Auf der Basalt-Ebene von Karapınar stößt man auf mindestens fünf Aschekegel, zwei Lavafelder und zahlreiche Explosionskrater und Maare, deren vulkanische Strukturen tektonischen Linien folgen. In dem Gebiet liegen viele vulkanische Formationen unterschiedlicher Größe mit unterschiedlichen Eigenschaften und Altersgruppen nahe beieinander, die in ihrem natürlichen Zustand gut erhalten sind. Hier befinden sich 6 von 10 der in der Türkei bekannte Maare

## Pliozän-quartärer Vulkanismus im Gebiet um Karapınar und Ereğli
Die vulkanischen Aktivitäten während des Pliozäns und Quartärs im Bereich des Karacadağ-Massivs hat sich vor allem in Form von Vulkankegeln, Eruptionskratern, Aschekegeln und Maarbildungen manifestiert, wobei es auch hier wieder Hinweise auf verschiedene Phasen gibt:
- Während der ersten Phase wurden vereinzelte Kegel gebildet, die anschließend wieder erodiert wurden, sodass von ihnen rezent z. B. nur noch Lavapfropfen, wie die 1104 m bzw. 1097 m hohen Hügel auf der Hochfläche zwischen Yavşan Yaylası (1036 m) östlich des Meke Gölü und Lokmandanışık Yaylası im Südwesten übrig sind. Diese flachen Kegel mit einer relativen Höhe von 60–70 m weisen keine sehr ausgeprägte Form auf.
- In der zweiten Phase traten dort vulkanische Agglomerate auf, die später ebenfalls erodiert wurden, aber einer Kegelform ähneln, die durch ihre konischen Formen immer noch erkennbar sind. Der 1128 m hohe Hügel zwischen Meke Gölü und Acı Göl ist einer von ihnen.
- In der dritten Phase bildeten sich mehrphasige und poolförmige Lavaansammlungen (sogenannte Lavapools), wie der Andıklı Tepe (1119 m) südlich von Karapınar, der Küçük Medet Tepesi (1302 m) und südlich davon die Lava südlich des Meke Gölü. Weitere Beispiele sind der Lavapool mit dem Ayırtmeke Tepesi (1278 m) und die Cihirlik-Lavapools nordwestlich des Meke Tepesi.
- In der vierten Phase wurden oft pyroklastische Kegel gebildet, die bis heute frisch aussehen. Beispiele für pyroklastische Kegel sind der leicht beschädigte Kegel im Zentrum des Andıklı Tepe sowie die Kegel des Küçük Medet Tepesi und des Ayıtmeke.
- Die fünfte Phase kann als „Explosionskraterphase“ bezeichnet werden. Auf einer Nordost-Südwest verlaufenden Linie bildeten sich Explosionskrater wie der Acı GöI, Meke Tuzlası und das Meke Obruğu am Fuße des Küçük Medet Tepesi.
- Es wird vermutet, dass der Aschekegel in der Mitte des Meke Tuzlası-Sees (Meke Gölü) in der sechsten Stufe gebildet wurde und
- die Parasitärkegel im Meke Gölü in einer bislang letzten und siebten aktiven Phase entstanden.

Es ist sehr wahrscheinlich, dass die oben genannten vulkanischen Bildungsphasen vor der letzten Glazialzeit (Würm) abliefen, denn der dort während des pluvialen (sehr feuchten) Würm-Glazials gebildete See formte in der Vulkandecke einige Küstenformen. Ähnliches gilt für den Acı Göl, in dem ein alter vulkanischer Trümmerkegel (an der Mündung des Kızılağıl-Tales in dieses Maar) durch die ins Acı-Göl-Maar fließenden Bäche gespalten wurde.

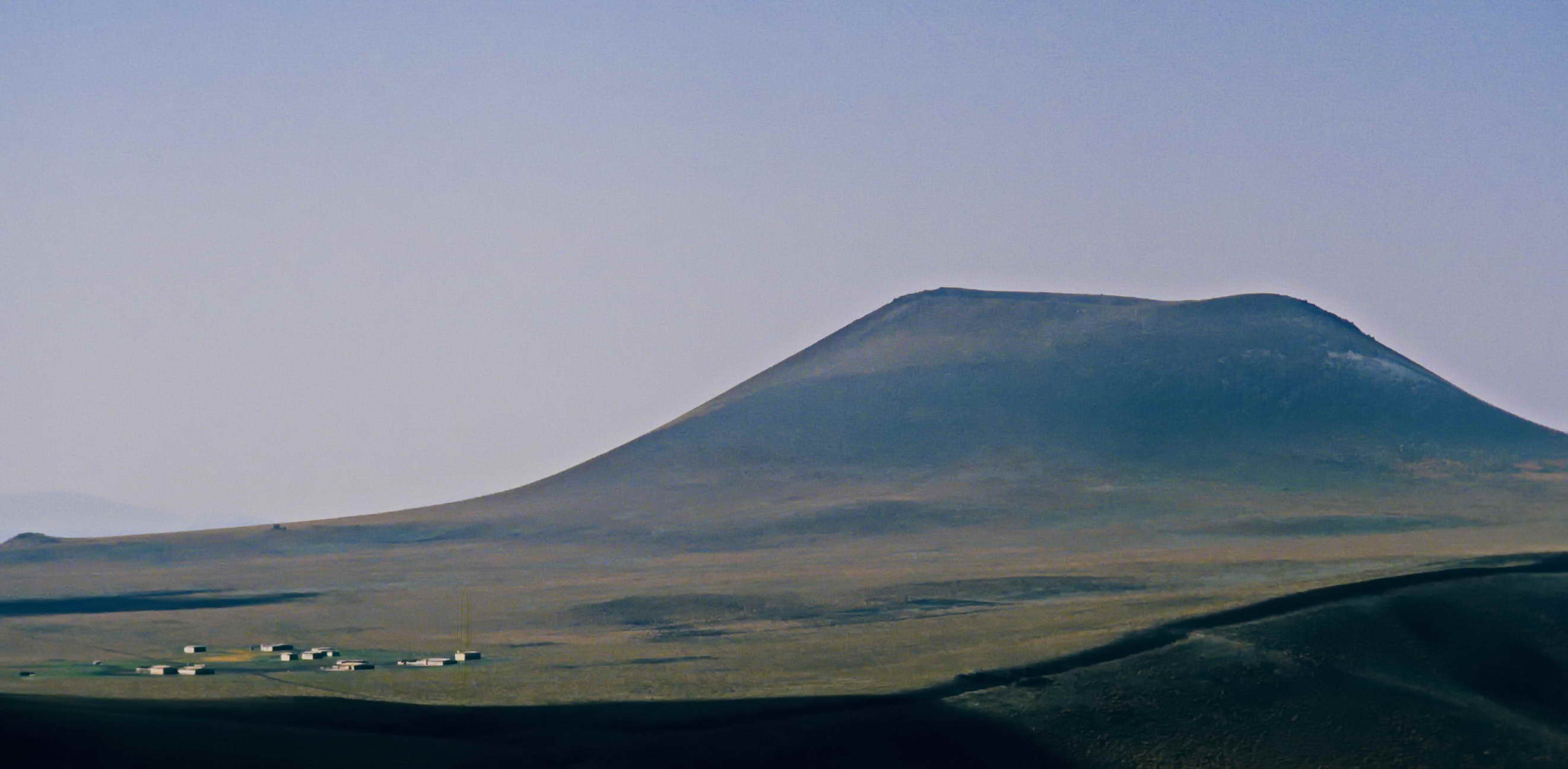
Blick vom Kraterrand des Meke Gölü (Meke Tuzlası) südwärts auf den 1277 m hohen Kegel des Meke Dağı, des südlichsten der Asche-Vulkane im Karapınar-Vulkangebiet

Die quartären Vulkanite im Umfeld von Karapınar gelten als Basalt- und Andesit-Vulkanite. Diese jungen Vulkane kommen dort in Form von maarförmigen Kratern, basaltischen Schlackenkegeln, andesitischen Lavadomen und Lavaströmen vor. In den Kratern einiger Maare sammelte sich später Wasser an, und es bildeten sich Kraterseen. Die Seen vom Acıgöl, Meke Tuzlası und Meke Dağı (1277 m) sind die größten. Um diese Vulkane vom Maar-Typ wurden pyroklastische Ablagerungen vom Typ «Base Surge» (pyroklastischer Strom) beobachtet, aus hochturbulenten, partikelarmen vulkanischen Bodenwolken, die sich mit hoher Geschwindigkeit ringförmig vom Vulkan ausbreiteten, oft auch als heiße Ströme eines Gas-/Flüssigkeits-Partikelgemischs (siehe den legendären Ausbruch des Vesuvs zur Zeit Plinius des Jüngeren im Jahr 79 n. Chr., der zum Untergang von Pompeji und Herculaneum führte). Aufgrund der an Karapınar-Vulkanen durchgeführten chemischen Analysen werden die dortigen Ablagerungstypen als Basalt, Trachybasalt, Basaltandesit, Trachyandesit und Andesit benannt. Es gibt dort allerdings auch Vulkanprodukte aus dem Pliozän mit Andesit-Dazit-Zusammensetzung, die sich aus dem Krater des Karacadağ-Kegels ausbreiteten und große Gebiete bedecken.

## Karacadağ
Der Karacadağ ist ein inaktiver langgestreckter Stratovulkan, der durch die sukzessive Anreicherung von pyroklastischen Materialien, Säure und basischen Laven gebildet wurde. Er ist das Produkt verschiedener kalkalkalischer Ausbrüche, bei denen viele dazitisch-andesitische Kuppeln und sehr dicke dazitisch-andesitische Lavaströme mit horizontalen und vertikalen Kühlrissen in Abwechslung mit Blockflüssen, heißen Ascheblockflüssen, Ascheströmen, Schlackenflüssen, lokal basaltischen Schwellen und Lavaströmen sowie sedimentären polygenetisch körnigen und geschichteten Pyroklasten und dünnen Schichten von Travertinformationen entstanden.
Die vulkanische Aktivität begann im Pliozän und setzte sich nach dem Pliozän fort. Die Breite des Vulkans, der sich über eine Fläche von 30 Kilometern in Nordost-Südwest-Richtung erstreckt, beträgt etwa 15 Kilometer. Der Karacadağ ist ein vulkanisches Massiv mit einer Höhe von mehr als 2000 m, die auf dem Kurşuncukale Tepesi 2025 m erreichen. Auf dem Karacadağ gibt es ein sehr vielfältiges vulkanisches Relief mit Kegeln, Kratern und Calderen. Besonders der Ovacık-Krater im Nordwesten und die Karakoyak-Caldera im Südosten sind bemerkenswert. Die Tiefe des Ovacık-Kraters zwischen den hohen Hügeln des Keçikale Tepesi (1954 m) im Osten, dem Mennekkalesi Tepesi (1992 m) und dem Kabas Tepesi (1976 m) im Westen beträgt 300–350 m. Die Basis des Ovacık-Kraters mit einem Durchmesser von etwa 1 km ist bis auf einige Dornbüsche völlig frei von Holzpflanzen. Die Pflanzen auf dem Kraterboden, die als Yaylagebiete der Dörfer an den Westhängen des Karacadağ dienen, stehen unter starkem Weidedruck. Dabei wird diese Ovacık Yaylası mit einem oberen Durchmesser von 3,5 km beim Dorf Yeşilyurt aufgrund ihrer Faziesmerkmale und Struktur von manchen Wissenschaftlern als Caldera angesehen.
Hinter der Basis der elliptischen Karakoyak-Caldera im Osten des Massivs erheben sich zwei konzentrisch angeordnete Hügelreihen. Es gibt dort drei kleine Parasitärkegel, die hauptsächlich aus Andesiten bestehen und an der Basis der Caldera mit einer Längsachse von mehr als 6 km aufgereiht sind. Die durchschnittliche Höhe der Caldera-Basis beträgt 1500 m. Die Höhen des Karacadağs nehmen nach Norden hin ab, wo sich westlich (Kayalı Gölü, siehe Abschnitt „Saline Becken und Binnendünen“) und nördlich davon ebene, zumeist trockene See-Formationen und Alluviale des Pliozäns erstrecken, die als Emirgazi-Ebene bezeichnet werden. Die Emirgazi-Ebene wird im Norden jedoch durch die Vulkanmassen von Kötü Dağ, Arısama Dağı und İğre Dağı unterbrochen, die steil ansteigen und hauptsächlich aus saurer Lava bestehen. Während Kötü Dağ und Arısama Dağı einen Doppelkegel bilden, liegt der İğre Daĝı in Form eines einzelnen Vulkankegels vor. Da der Karacadağ durch Vulkanausbrüche über einen längeren Zeitraum entstanden ist, gibt es auf ihm und in seinem Umfeld etwa 55 konische Kegel, die dabei gebildet wurden. Der höchste dieser konischen Hügel ist der Paşa Tepesi (auch Kara Tepe), eine Erhebung etwa 300 m hoch über der Umgebung mit kleinem Gipfelbereich und steilen Hängen 10 km östlich des Karacadağ in Richtung Ereğli. In der Nähe des Kötüdağ-Arısama Dağı fallen braun-beige Lavaströme, Blockflüsse und Ascheblöcke ins Auge, und am Kötüdağ selbst mit seinem etwa 2 km messenden Krater in der Mitte stößt man auf mafitische (magnesium- und eisenhaltig) Lavaströme.
Erste Untersuchungen zum Karacadağ (allerdings weitgehend zur historischen Geographie und Topographie) wurden vom schottischer Archäologen William Ramsay (1851–1939) und Gertrude Bell (1868–1926) durchgeführt, wobei letztere u. a. zwischen 1905 und 1907 die östlichen Teile der Konya-Ova erforschte, zu denen Karapınar, der Karacadağ, Ereğli und der Hasan Dağı zählten.

## Das Umfeld des Karacadağ
Während es sich bei den Karacadağ-Vulkanformen zumeist um Mio-Pliozän-Vulkanite mit Altersdaten von 5,65 bis 5,45 Millionen Jahren handelt, lieferten Altersanalysen der Karapınar-Vulkane Werte von weniger als 2,5 Millionen Jahren. Karapınar-Vulkane findet man hauptsächlich in der Umgebung von Karapınar und Kutören als quartäre basaltische Lava- und Schlacketypen: In der Karapınar-Region zählen dazu Ketir Tepesi, Kocakaya Tepesi, Kum Sivrisi Tepesi, Meke Cürufu, Yılan Obruğu, Küçükmedet Tepesi, Ayırtmeke Tepesi und Andıklı Tepe. Dort werden auch Vulkane mit Dazit-Andesit-Zusammensetzung angetroffen, die allerdings eine geringere Verteilung aufweisen. In der Nähe der Stadt Kutören im Nordosten des Karacadağ findet man basaltische Lavaströme und Schlackenkegel, wie den Gözbeği Tepesi, Kızıl Tepe und Öşekli Tepe. Am Kaleöreni Tepe gibt es Vulkanite in Form von dicken Blockflüssen an den Hängen des Berges und dazitisch-andesitischen Lavaströmen an der Spitze. Zusätzlich hat der Gipfel einen Krater mit einem Durchmesser von etwa 50 m. Interessante vulkanische Segmente mit Carbonatablagerungen, deren Größe von Asche bis Lapilli variiert, sind am Maar von Kutören nördlich des Karacadağ und des Kutören-Obruks aufgeschlossen. Im Kutören-Obruk selbst befinden sich restliche Vulkanoklasten (vulkanische Brekzien), die aus kiesartiger Dazit-Andesit-Basalt-Schlacke bestehen.

### Meke Tuzlası und Acıgöl

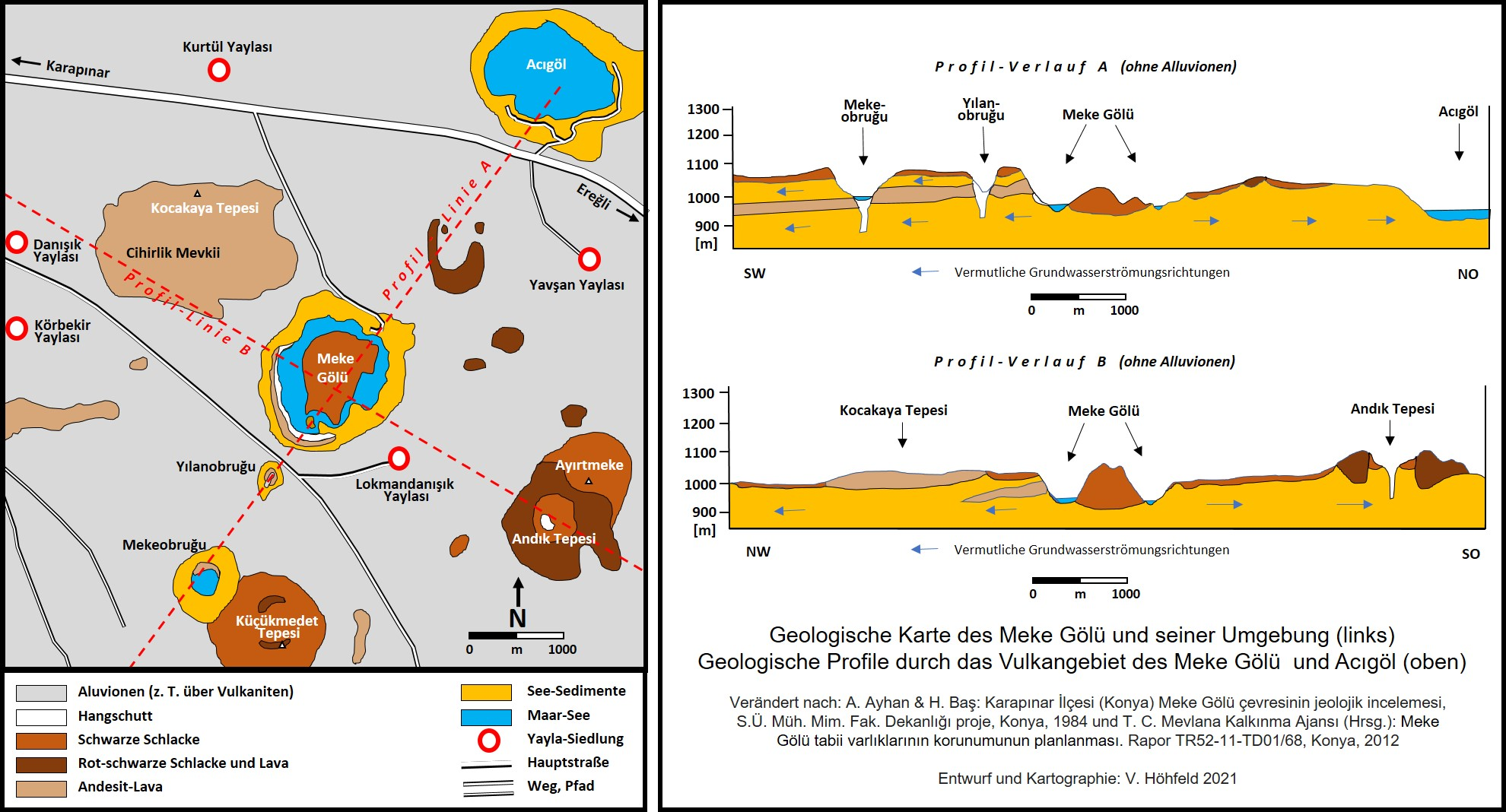
Die Karte und Profile zeigen die geologische Situation des Vulkangebietes um den Meke Gölü bei Karapınar

Die auffälligsten vulkanischen Gebilde bei Karapınar sind fraglos die beiden Krater des Meke Gölü (Meke Tuzlası) und des Acıgöl 6 km östlich von Karapinar. Beide Gebilde sind, ebenso wie die benachbarten Meke Obruğu und Yılan Obruğu, Maare. Bei der Analyse der Mineralchemie zeigte sich, dass die Hauptkomponenten von Meke- und Acıgöl-Basaltgesteinen vergleichbare chemische Eigenschaften aufweisen. Aufgrund von Untersuchungen zur Gesteinszusammensetzung der beiden Maare zeichnet sich der Meke-Krater durch Basalt-Andesit und Andesite aus, während im Acıgöl Andesite und Trachyt-Andesite anstehen, was beides üblicherweise auf eine Bildung im Endstadium des pliozän-quartären Vulkanismus hinweist. Während im eher einfach „gestrickten“ Acıgöl ein großer See liegt, weist das Maar des Meke Gölü aufgrund komplexer Merkmale mit einem entwickelten Zentralkegel polygenetische Eigenschaften auf. Vulkane, die wie der Acıgöl und der Meke Gölü durch ihre mineralogischen Hauptzusammensetzungen in hohem Maße magnesium- und eisenhaltig sind, werden als mafitisch bezeichnet.

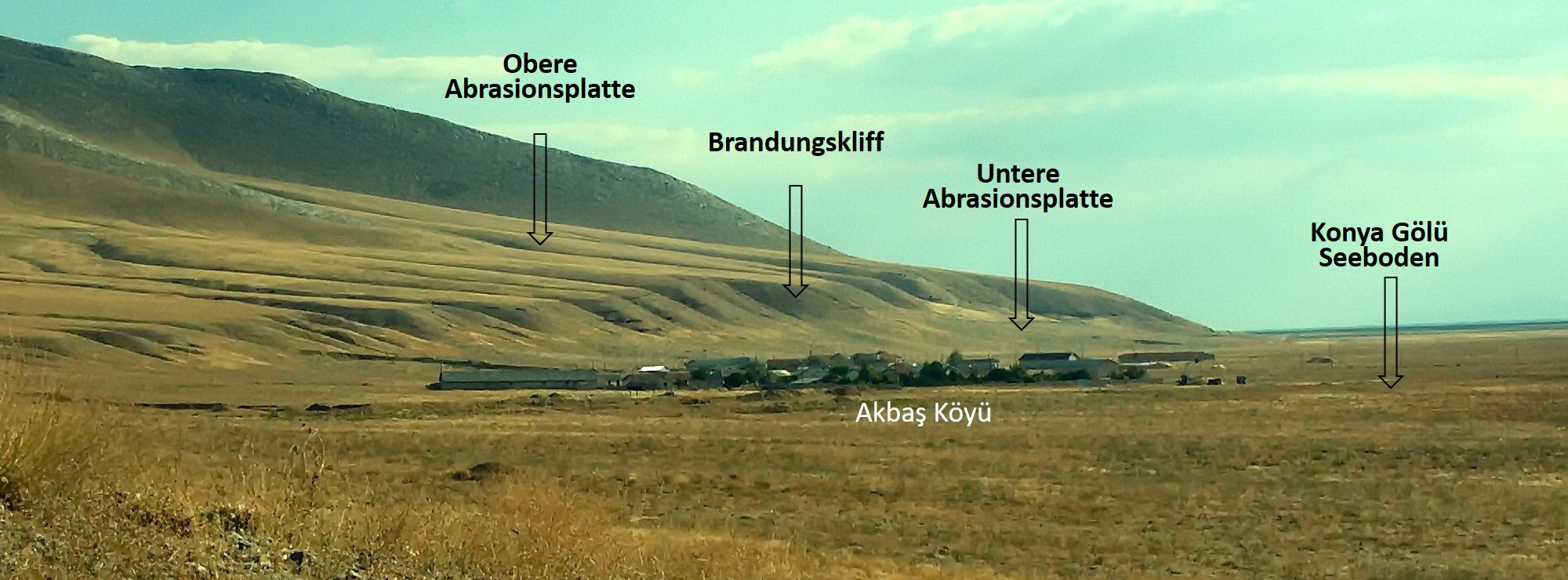
Brandungskliffs und Abrasionsplatten der Küstenlinien des alten Konyasees aus einer Zeit, als der See am aktivsten war, sind an den Rändern des Konyabeckens in 1015 m Höhe, wie hier bei Akbaş, oft noch sehr gut erhalten.

Das Mekke-Maar (Meke Tuzlası) und der Acıgöl gehören zu einer Gruppe junger vulkanischer Erscheinungen, die als maarförmige Krater, basaltische Schlackenkegel, andesitische Lavadome und Lava entstanden. Mit roten Schlackenkegeln, zwei großen Lavafeldern und vier Maarkratern bilden sie die junge quartäre Vulkangruppe von Karapınar. Diese vulkanische Aktivität fand im Konya-Ereğli-Becken statt, einem fast ausgetrockneten pleistozänen Becken des Konya-Sees. Bereits in der letzten Quartärperiode umfasste dieser ehemalige Konya-See in der Ebene eine Fläche von ungefähr 150 km². Brandungskliffs und Abrasionsplatten der Küstenlinien des alten Konyasees sind aus einer Zeit, als der See am aktivsten war, in 1015 m Höhe an den Rändern des Seebeckens an vielen Stellen noch sehr gut erhalten.

#### Mekke-Maar (Meke Tuzlası) und Umfeld
In diesem Ensemble sind das Meke-Obruk und das Yılan-Obruk südlich des Meke Gölü (Meke Tuzlası) einfache Explosionsgruben und liegen deutlich über dem Niveau des Konya-Sees, ihre Kraterböden allerdings unterhalb des alten Konya-Seespiegels. Das Fehlen realer Kraterwände weist jedoch darauf hin, dass die Materialien seitlich erodiert wurden. Meke-See (Meke-Maar/Meke Tuzlası) und Acıgöl dagegen sind Vulkanausbruchszentren, die später mit Wasser gefüllt wurden. Die 50–100 m hohen Wände der beiden Maarkrater zeigen, dass sich die Tiefe des Sees während des Ausbruchs und auch später geändert hat. Damals dürfte die Wassertiefe 15–20 m nicht überschritten haben, da sich die gelblich gefärbten hyaloklastischen Tuffe (eine Tuff-Brekzie aus zerbrochener glasiger Lava), die das pyroklastische Material abschließen, oberhalb des Wasserspiegels bilden.

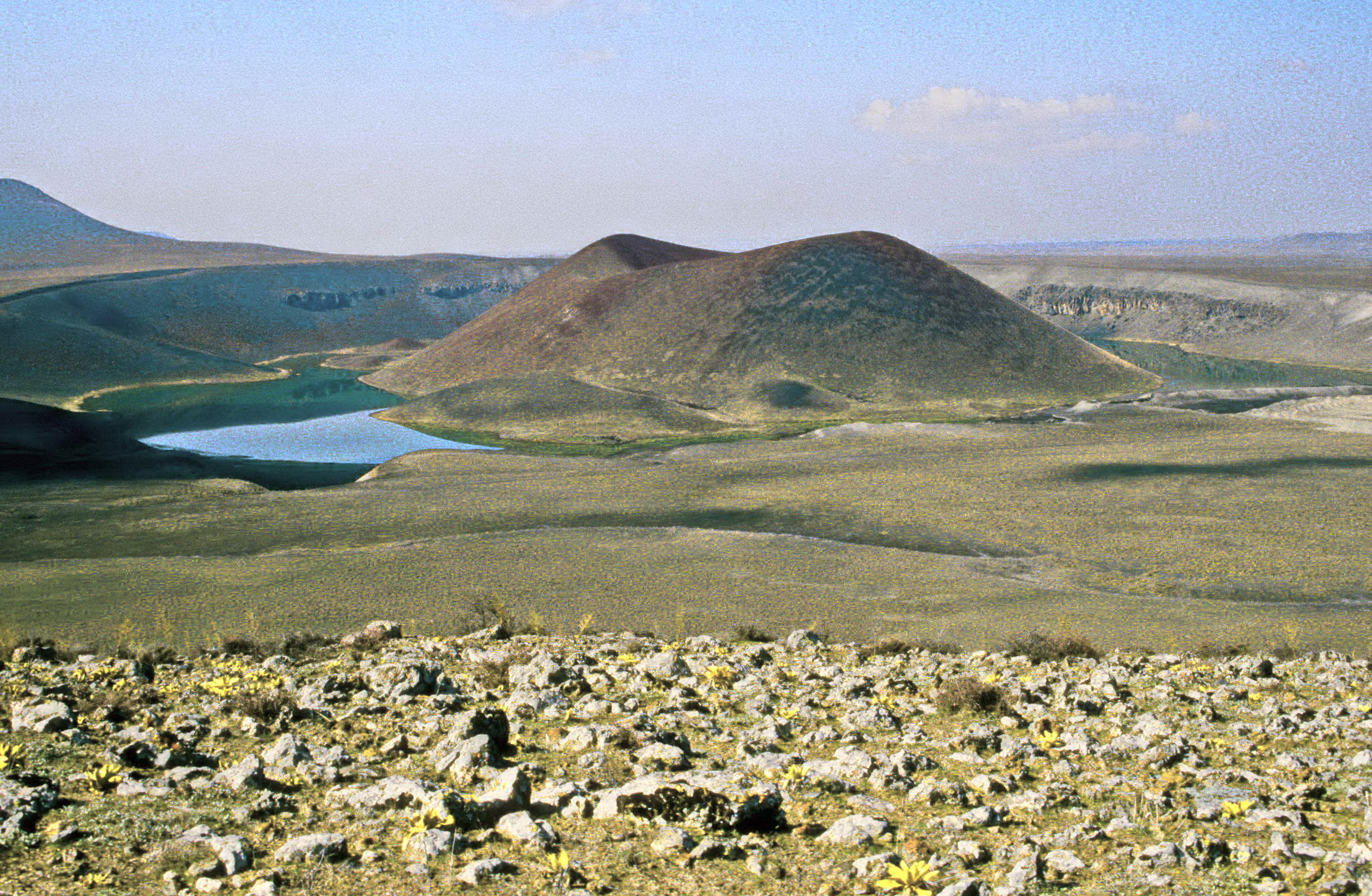
Der Meke Gölü (Meke Tuzlası) bei Karapınar ist mit seinem zentralen Aschekegel das eindrucksvollste Maar in der Vulkanregion von Karapınar. Sein Alter wird auf etwa 5 Millionen Jahre geschätzt. Er liegt 981 m über dem Meer. Der Aschekegel im See ragt etwa 50 m über den Wasserspiegel. Vor ca. 9000 Jahren nahm es seine endgültige Form infolge einer zweiten Explosion in der Mitte des Sees an.

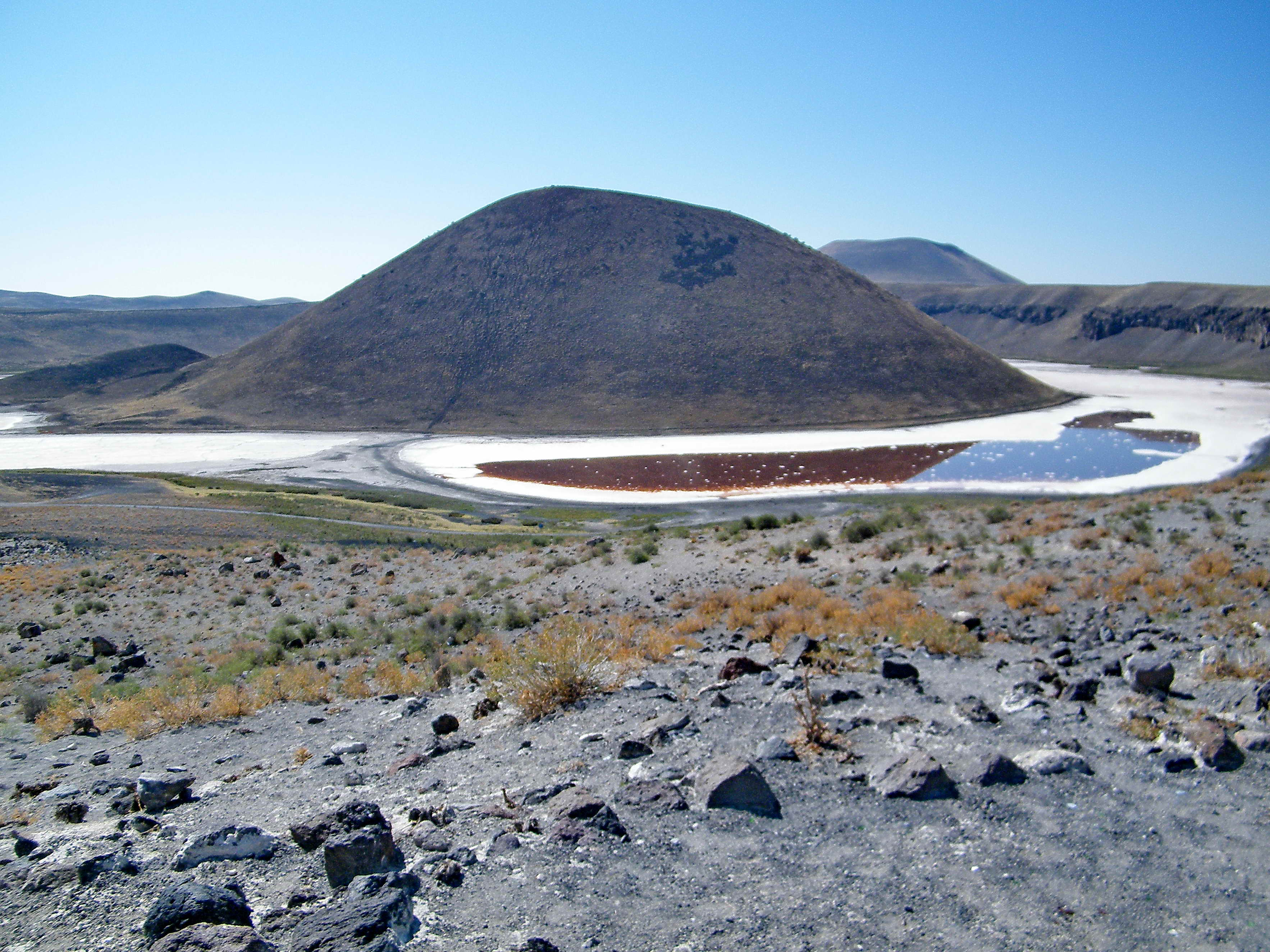
Der See ist normalerweise 25 m, im Durchschnitt 12 m tief, und das Wasser ist salzig. In den Sommermonaten, in denen das Seewasser abnimmt, färbt es sich aufgrund von Mikroorganismen rot.

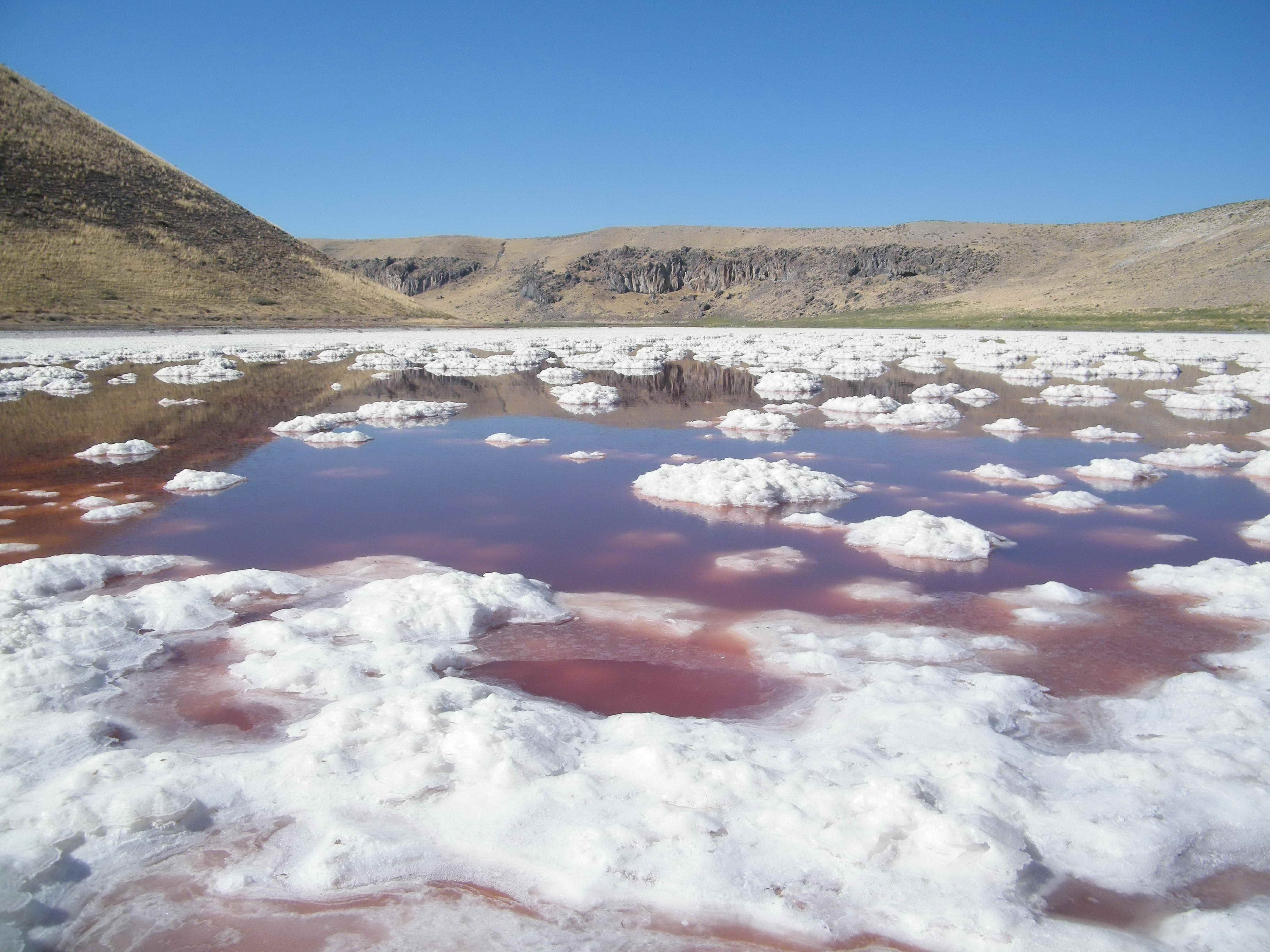
Wegen der zunehmenden Austrocknung bildeten sich etwa um 2000 im Meke Gölü bei Karapınar erste Salzinseln. Nach und nach lagerte sich infolge der Verdunstung des Wassers im See Salz als Schicht ab, und er erhält dadurch seine weiße Abdeckung.

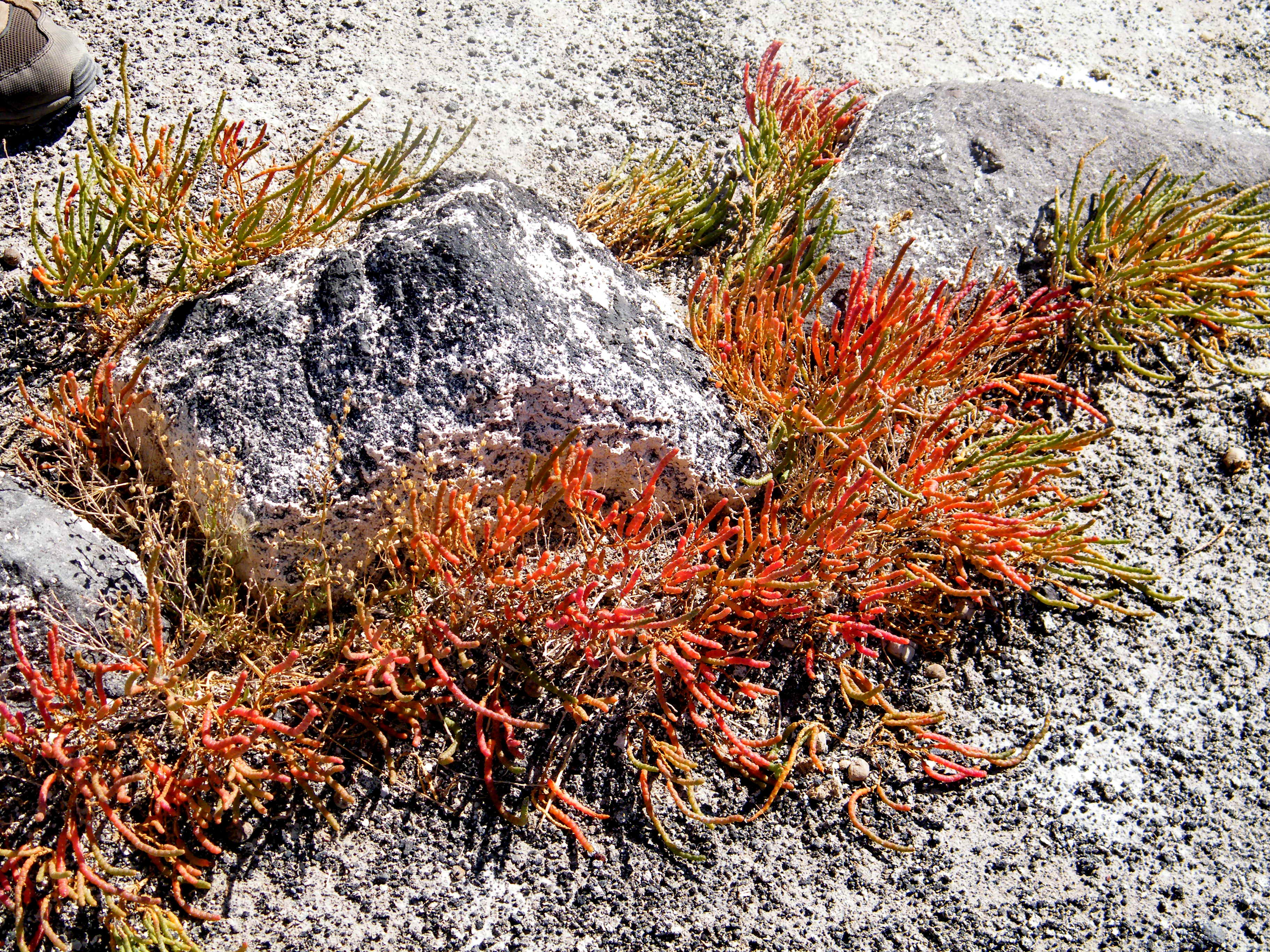
Der randliche Bewuchs mit salzliebenden Pflanzen (Halophyten) am Meke Gölü ist typisch für den Salzgehalt des Sees und damit auch des Grundwasserbereichs in unmittelbarer Seenähe

Der Meke Gölü (Meke Tuzlası) bei Karapınar ist mit seinem zentralen Aschekegel das eindrucksvollste Maar in der Vulkanregion von Karapınar. Das Alter ist bislang nicht restlos geklärt und wird mit Zeiten zwischen etwa 5 und 2,5 Millionen Jahre geschätzt angegeben. Demnach entstand die heutige Form durch die Überflutung eines erloschenen Vulkankraters, der vor etwa 4 Millionen Jahren entstanden war. Vor etwa 9.000 Jahren bildete ein zweiter Ausbruch einen weiteren vulkanischen Kegel im Inneren des Sees mit einem Maar. Der Meke Gölü liegt 981 m über dem Meer. Der Aschekegel im See ragt etwa 50 m über den Wasserspiegel. Der See ist normalerweise 25 m, im Durchschnitt 12 m tief, und das Wasser ist salzig. In den Sommermonaten, in denen das Seewasser abnimmt, färbt es sich aufgrund von Mikroorganismen rot. Außer mikrobiologischen Lebewesen gibt es in den Gewässern des Sees kein Leben. Das Wasser des Meke-Sees ist reich an K, Mg, Na, Ca-Sulfat und Chloriden, woraus Salz ausgeschieden wird, sobald der NaCl-Gehalt überschritten wird. Wegen der zunehmenden Austrocknung bildeten sich etwa um das Jahr 2000 im See erste Salzinseln. In den letzten Jahren haben sich in den trocknenden Teilen des Sees mit dem Absinken des Wasserspiegels regelrechte Salzschichten sedimentiert. Infolge der Verdunstung des Wassers lagert sich mittlerweile im See Salz als Schicht ab, wodurch er seine weiße Bedeckung erhält. Der randliche Bewuchs mit salzliebenden Pflanzen (Halophyten) am Meke Gölü ist typisch für den Salzgehalt des Sees und damit auch des Grundwasserbereichs in unmittelbarer Seenähe.
Die Bildung des Meke Gölü erfolgte wohl im Quartär an einem Bruch oder einer Verwerfung mit begrenzter Ausdehnung, wobei quartärer Trachyandesit und andesitische vulkanische Lava in und um die Ausbruchsstelle flossen, was auch beim Yılan-Obruk und Meke-Obruk der Fall war. Bei einem durch Gasdruck (vermutlich Wasserdampf) verursachten Ausbruch an einer Fraktur breiteten sich aus der Magmakammer aufsteigende Lavaströme als Lava und Pyroklasten im Umfeld aus. Magmatisches Wasser füllte die durch die Explosion gebildeten Maar-Vertiefung und bildete den See. Später wiederholten sich vulkanische Ausflüsse aus dem Inneren des Sees in Form eines Vulkankegels. Dabei trat eine große Wassermenge zwischen den lakustrischen Sedimenten (des alten Konya-Sees) und der Lava aus. Auf diesen Lavaströmen legten sich limnische Sedimente und Pyroklasten. Die Laven zeigen eine ausgeprägte Strömungsstruktur besonders an den Westwänden des Meke-Sees und sind unten säulenförmig, oben blockartig strukturiert, ähneln basaltisch-andesitischen Olivin-Phenokristallen und sind schwarz, dunkelgrau und stellenweise ziegelfarben. Einer dieser andesitischen Lavaströme erstreckt sich in Form eines tafelförmigen Lavaschildes von Kocakaya Tepe nach Süden in Richtung Cihirlik Mevkii und bis zum Danışık-Plateau und zur Meke-See-Straße. Schwarze Schlacken, rot-schwarze Schlackenkegel und Lava bilden darüber hinaus die Pyroklasten, zeigen aber aufgrund ihres niedrigen SiO2-Gehalts, des hohen Fe-, Mg- und Ti-Gehalts sowie ihrer mineralogischen Zusammensetzung insgesamt eine basaltische Masse.
Schwarze Schlacken sind die häufigste Einheit, und sie sind am dicksten um den Meke-See, das Meke-Obruk und den Küçükmede Tepesi. Die Dicke dieser Vulkanite variiert zwischen 1 und 6 m. Schwammig aussehende und schwarz gefärbte leichte Schlacken variieren von Aschegröße bis Blockgröße mit 15 bis 20 cm Durchmesser, haben ein geschichtetes Aussehen und enthalten auch weiße geschichtete und venenartige Formationen mit vertikaler und schräger Ausdehnung parallel zur Ablagerung. Man geht davon aus, dass kohlensäurehaltiges Zirkulationswasser diese Formationen färbt. Darüber hinaus gibt es dazitische Lavafragmente mit Biotit-Hornblende, die sich von den Kraterwänden gelöst hat und bei Explosionen zusammen mit Schlacken an die Oberfläche geschleudert wurden.
In der Mitte des etwa 1310 m langen und 1100 m breiten Maar-Sees erhebt sich ein rot-schwarzer Schlackenkegel als etwa 50 m hoher konischer Hügel. Die Längsachse dieses Schlackenkegels misst 835 m und die kurze Achse ist 653 m. Oben befindet sich eine etwa 20 m tiefe Delle. Obwohl der Kegel in der Mitte des Meke-Sees fast vollständig aus Schlacke besteht, erkennt man junge Basaltflüsse zusammen mit Basaltschlacke in verschiedenen Höhenlagen, die sich zum Teil als dünne Hülle auf den Schlacken ausbreiten, sich andererseits unter und innerhalb der Schlacke absetzten. An den Hängen im Nordwesten und Nordosten des Meke-Sees gibt es lakustrische Sedimente und Flussablagerungen mit Tuffeinlagen aus Tuffsteinen, Konglomeraten und Mergel. An der Basis stehen massive und grauweiß-weiße Tuffe mit einer etwa 7 m dicken Fragmentierung an. Darüber hinaus gibt es Konglomerate mit einer Dicke von 1,5 bis 2 m, die meist Basalt- und Schlackenfragmente als Einstreu enthalten Darauf folgen 9–10 m dicke Mergel und Tuffe mit Fossilien. Darauf wurden Tuffe mit einer Dicke von 20 m und gut eingebettete Kiesel sedimentiert. Ganz oben befinden sich 10–15 m dicke cremefarbene ungeschichtete Tuffe mit Andesitblöcken mit einer Größe von 1 bis 1,5 m. An den Kraterhängen des Meke-Sees findet sich häufig Hangschutt in Form einer Abdeckung. Seine Bestandteile stammen von den darüberliegenden Felsen, andesitische Laven, Flusssedimente, Tuffe und Schlacken, die besonders im Hangschutt am Westhang des Meke-Sees anzutreffen sind. Unterbrochen an einigen Stellen von vulkanischen und sedimentären Gesteinsfragmenten bildet Schwemmland die jüngste geologische Einheit. Sie bedeckt alle Gesteine über weite Flächen.
Bei der biologischen Untersuchung des Sees wurde festgestellt, dass seine hydrobiologischen Eigenschaften extrem bedroht sind. Gegenwärtig liegt die Wasserreserve des Sees unter dem Mindeststand. Um den See zu retten und durch Erhaltung des lebenden Reservats zu sanieren, ist es dringend erforderlich, die Wassermenge über den Mindeststand hinaus zu erhöhen, um die biologische Vielfalt sowie die Nachhaltigkeit ökologischer Merkmale zu stabilisieren. Die hohe Menge an Kalium in den Gewässern des Meke-Sees deutet darauf hin, dass heißes Wasser aus den Vulkangesteinen im Untergrund Kalium löst und an die Oberfläche bringt, wobei der Vulkanismus seine Aktivität mit heißem Wasser rezent fortsetzt. Die Entdeckung von Vulkangasauslässen (Fumarolen, Solfataren) in und um das Acıgöl-Maar (siehe unten) im Norden unterstützt diese Vermutung. Der Meke-See, der sich weitgehend aus Oberflächenwasser ernährt, aber aufgrund der lakustrischen Sedimente am Grund des Meke-Sees und in seiner Umgebung teilweise über Grundwasserleiter verfügt, bietet einen Wasserfluss im Boden entlang von Grundwasserleiterlinien in Richtung Karapınar, das deutlich niedriger liegt. Die Wasserhöhe des Meke-Sees beträgt 991 m, und der Grundwasserspiegel in Richtung Karapınar sinkt auf etwa 970 m, was unterirdische Ströme vom Meke-See nach außen bewirkt.
Insbesondere die Öffnung von Bewässerungsbrunnen um Karapınar verringert den Grundwasserspiegel in der Region. Es wird geschätzt, dass in Karapınar und Umgebung nicht lizenziert und kooperativ nach Wasser gebohrt wird. Da diese Brunnen keiner kontrollierten Bewirtschaftung unterliegen und zeitweise unbewusst um 40–50 l/sec überpumpt werden, reduziert sich der Grundwasserspiegel überproportional, was bisweilen zum Austrocknen des Sees führt. Da das jährliche Verdunstungspotential (692,02 mm) in der Region höher ist als der Niederschlag (291,08 mm), verringern starke Verdunstungsraten im Sommer und die generelle Abnahme des Niederschlags nicht nur das Wasserpotential in der Region, sondern auch den Wasserkreislauf des Meke-Sees. Darüber hinaus schränkt das Fehlen natürlicher Entwässerungsstrukturen um den und in Richtung Meke-See die Zufuhr von Niederschlagswasser ein. Der austrocknende See soll durch die Übertragung von 2,5 Mio. m³ Wasser jährlich aus der Karapınar-Kläranlage aufgefüllt werden.

#### Acıgöl
Der Acıgöl (auf Deutsch Bittersee) ist ein eindrucksvoller, etwa 200 ha großer vulkanischer, weniger als 2,5 Millionen Jahre alter, also quartärer Explosionstrichter (Maar) etwa 6 km östlich von Karapınar unmittelbar nördlich der Straße nach Ereğli am Fuße des Anstiegs zum Massiv des Karacadağ-Vulkans. Da das Wasser des Sees reich an Magnesiumsulfat und daher bitter und salzig ist, gibt es im See keine Lebewesen. Er beherbergt jedoch viele Vogelarten im Umfeld. Die Salzmenge beträgt 50 ‰. Bei Probeanalysen wurden 476 mg/l K2O und 135,6 mg/l B2O3 festgestellt. Dementsprechend enthält Acıgöl weniger Kali als der Meke Gölü (2200 mg/l K2O und 996,5 mg/Liter B2O3). Auch dieser etwa 200 ha große Seetrichter/Krater ist aufgrund eines explosiven vulkanischen Gasausbruchs (vermutlich Wasserdampf) entstanden.

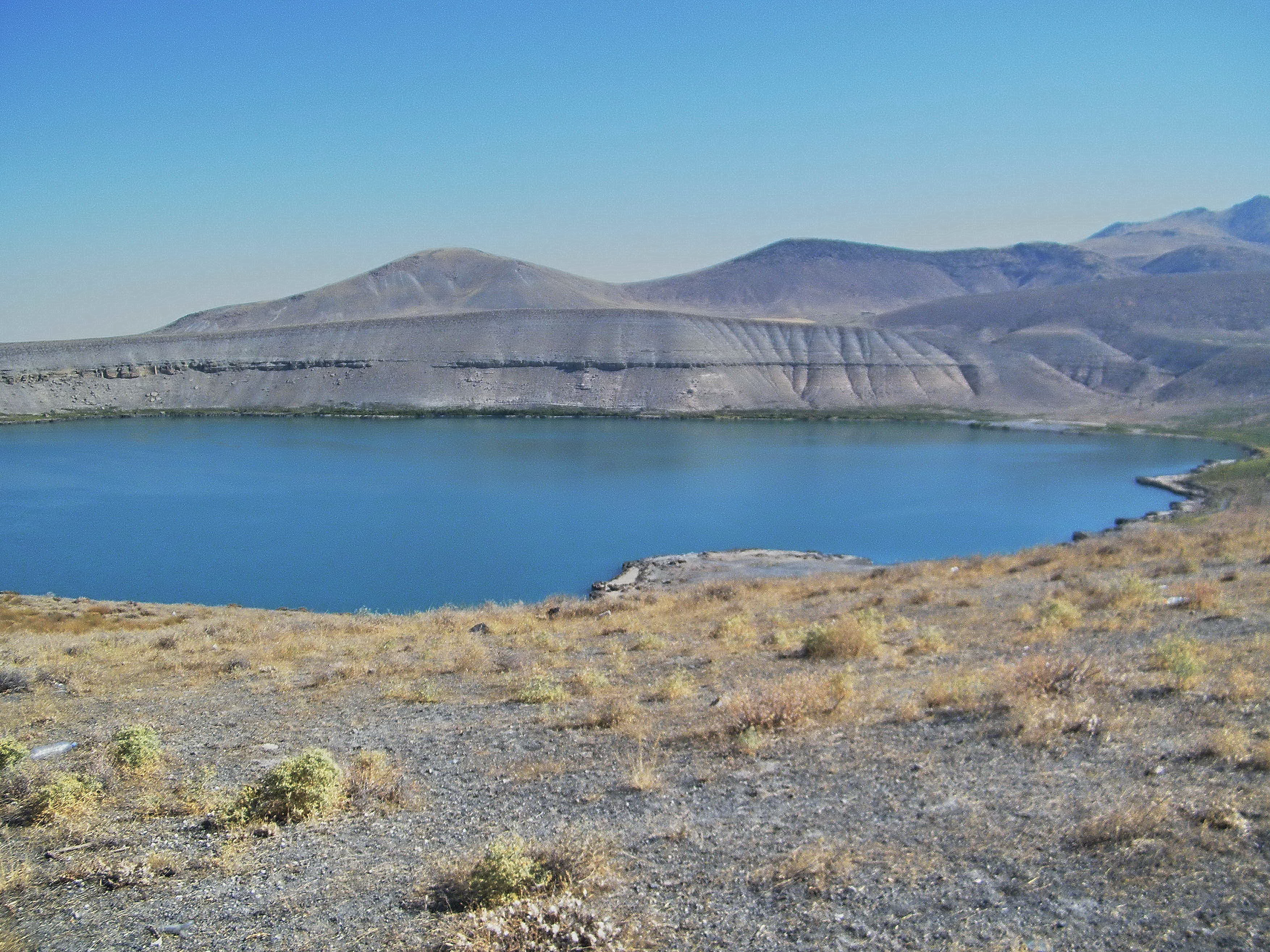
Der Acıgöl ist ein eindrucksvoller, etwa 200 ha großer vulkanischer, weniger als 2,5 Millionen Jahre alter, also quartärer Explosionstrichter (Maar) etwa 6 km östlich von Karapınar unmittelbar am Fuße des Anstiegs zum Massiv des Karacadağ-Vulkans. Da das Wasser des Sees, das reich an Magnesiumsulfat ist, bitter und salzig ist, gibt es im See kein Lebewesen.

Der See selbst ähnelt einer Ellipse mit einer langen Achse von 1750 m und einer kurzen Achse von 1250 m und ist kürzlich infolge von Dürre deutlich geschrumpft. Seit den frühen 2000er Jahren ist der Wasserstand in Acıgöl um mindestens 7 m gesunken. Aufgrund der übermäßigen Nutzung des Grundwassers bildeten sich am Ufer des Sees wegen der Absenkung des Grundwasserspiegels tiefe Spalten. Deshalb beträgt die Breite des Sees in SW-NE-Richtung nur noch ungefähr 837,5 m und seine Breite in NW-SE-Richtung 1380 m. Der Umfang des Acıgöl-Maar-Sees liegt bei etwa 3 km, seine Fläche misst ca. 100 ha. Die Höhe des Seewassers über dem Meeresspiegel beträgt 986 m. Die im nördlichen Teil des Kraters gemessene Hanglänge beträgt 274 m und im südlichen Teil 182 m. Das Kraterrelief rund um den See ist gekennzeichnet durch sanfte Hänge im Süden und im Osten, steile Klippen in einiger Entfernung vom See im Norden und Westen. Die Wand besteht aus abwechselnd weichen Tuffen und Sandsteinschichten. Der Seespiegel liegt etwa 70 Meter unter dem Straßenniveau der Staatsstraße D330 und hat eine ungefähre Wassertiefe von 35 Metern. Manchmal ändert sich der Pegel des Sees, obwohl er nur mit Grundwasser gespeist wird. Es gibt keinen Auslass und der einzige sichtbare Einlass ist das Bett eines temporären Zuflusses in der nordöstlichen Ecke des Sees. Das Maar liegt eingelassen in die für die Region typische Schichtenfolge der Berendi-Formation aus der Jura-Kreidezeit und Ophiolithen aus der Oberkreide, die die Grundlage des Karapınar-Neogen-Beckens bilden, und die bedeckt ist von Sedimentgesteinen der Insuyu- und Hotamiş-Formationen aus dem späten Miozän-Pliozän. Darüber liegen basaltisch-andesitische Vulkanite und Alluvionen des Quartärs.
Die Berendi-Formation besteht aus dickbettigen Kalksteinen mit grauen, weißen oder gelblichen Farben, die stellenweise Marmoreigenschaften aufweisen. Die Insuyu-Formation, die im nordnordwestlichen und südsüdwestlichen Teil des Beckens auftaucht, besteht aus lakustrinen Sedimenten, wie tonigem Kalkstein aus dem oberen Miozän-Pliozän (Kalkstein, Schlickstein, Sandstein, Schlammstein, Ton und Tonstein). Die Formation beginnt im Allgemeinen mit grau-rotem Kieselstein und Sandstein und geht nach oben in lakustrische Mergel, Carbonate und Evaporite über. Die Mergel sind gelblich, hellgrün gefärbt und in den oberen Ebenen übergehend zu Kalkstein. Durch Auflösung des Gipsgehalts haben Mergel und Kalksteine eine Struktur mit vielen Hohlräumen. Der weiß-rosa Kalkstein, der eine poröse und mikrokristalline Textur aufweist und mitteldick bzw. teilweise dünnbettig ist, weist mit seinen reichlich vorhandenen Hohlräumen und seiner dispersen Struktur Merkmale eines Grundwasser-Speichergesteins auf. Bewässerungs- und Trinkwasserbedarf in der Region werden größtenteils von den Einheimischen aus diesem Grundwassergestein gedeckt. Die Hotamış-Formation, die gut erhaltene Pelecypoden, Gastropoden und Ostrakoden enthält, ist nahezu horizontal geschichtet, besteht aus pliozänem Schlickstein, Tonstein, Sandstein, Schlammstein, Ton und fossilem Ton, ist sehr reich an organischer Substanz, führt Braunkohle in erheblichen Dicken und liegt in lakustrinen und fluvialen Ablagerungen über der Insuyu-Formation.
Im flachen Wasser des Acıgöl leben aquatische Makroalgen, Blaualgen (Cyanobakterien), Kieselalgen und Purpurbakterien in mikrobiellen Lebensräumen und Mikrobialiten (Mikroorganismen; Sedimentablagerung aus Karbonatschlamm). Einige von ihnen sind schnellen Trocknungs-, Verkalkungs- und Lithifizierungsprozessen ausgesetzt, wenn sie über den Wasserspiegel steigen. Derartige Carbonate, mikrobielle Tuffstein-Sedimente, bestehen aus halbfossilen und frischen Sedimenttypen, die zuvor abgelagert und freigelegt wurden. Sie entstehen biochemisch, indem das CO2 der im Seewasser gelösten Bicarbonate von Makro- und Mikroalgen, die im seichten Seewasser leben, durch Photosynthese umgewandelt und durch Cyanobakterien während der Atmung über eine Umwandlung von organischem Kohlenstoff in anorganischen Kohlenstoff als weiße Sedimente abgelagert wird. Derzeit setzt sich die Carbonat-Sedimentierung infolge der Abnahme des Seewasserspiegels fort. Dabei wurde beobachtet, dass diese weißen jungen Schichten infolge der im Laufe der Zeit auftretenden Oxidation allmählich schwarz werden.
Die meisten dieser semi-fossilen Carbonate bestehen aus zusammengesetzten säulenförmigen Tuffstein-Sedimenten, die sich als große kreisförmige Abschnitte zu flachen Terrassen entlang der Küste des Acıgöl ablagern, halbfossile Sedimente, die reichlich versteinerte Makro- und Mikroalgen sowie fossile Muster von Cyanobakterien enthalten. Sie zeigen eine geschichtete Sedimentstruktur, die aus einem Wechsel von hellen und dunklen Farbstoffen besteht, die reich an Carbonat und organischer Substanz sind. Darüber hinaus gehören stramatolithische und thrombolitische (lebende Fossilien) Strukturen zu den sehr charakteristischen Ablagerungsstrukturen der dortigen semi-fossilen Carbonate. Sie bestehen aus selbsterzeugten Carbonat- und terrestrischen klastischen Materialablagerungen, die hauptsächlich aus Aragonit- und Calcitmineralien aufgebaut sind und geringe Mengen an Gips-, Halit- und möglicherweise Mg-Hydrosilikat-Mineralien (Talkschiefer, Speckstein) enthalten. Die Sedimentanteile von Carbonat- zu klastischem Material verhält sich wie 91,13 % bzw. 97,34 % zu 1,88 % bzw.d 7,79 %.

### Saline Becken und Binnendünen

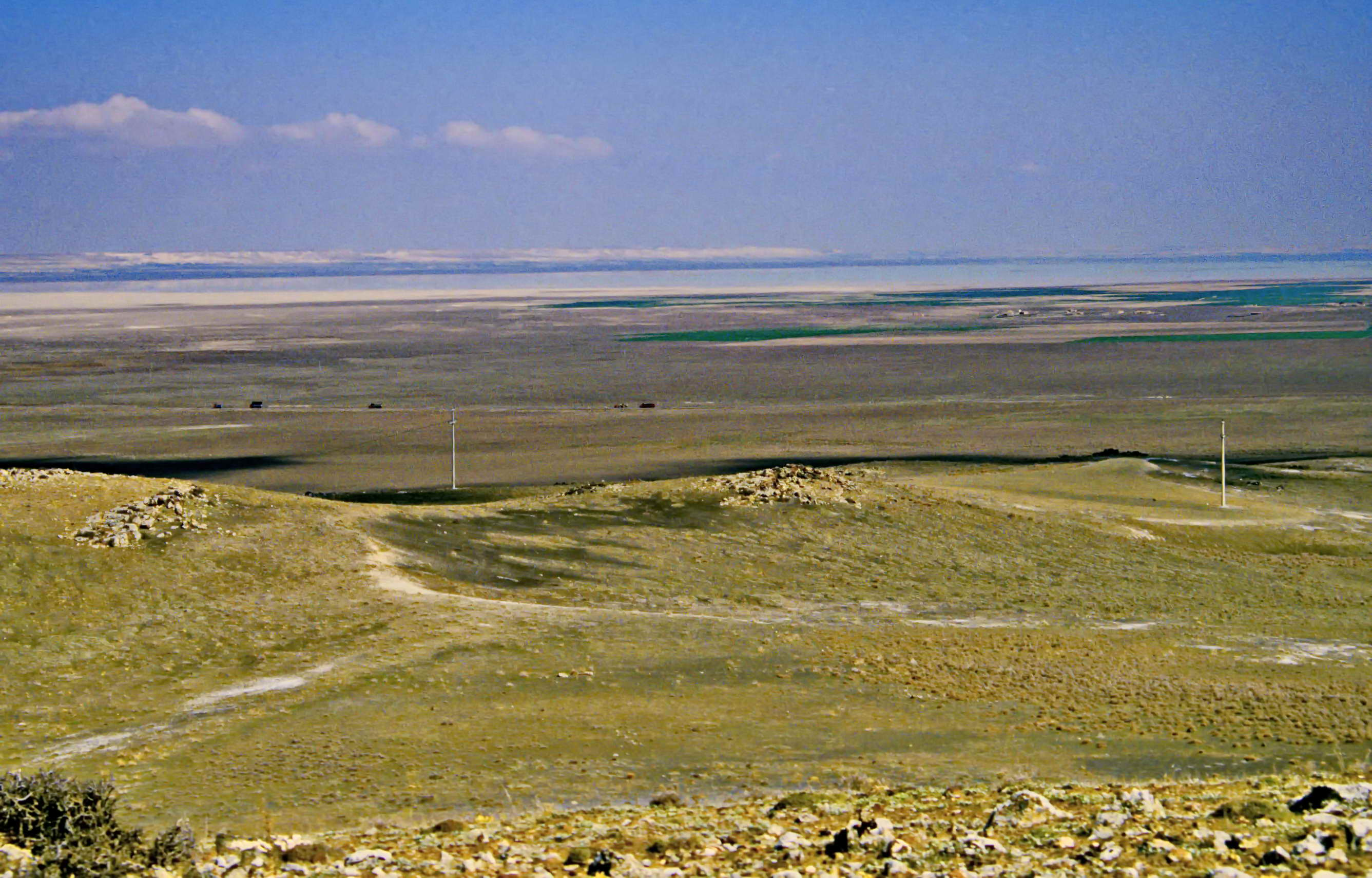
Nach den Winterregen Anfang April 1988 war die Salztonebene des Kayalı Gölü nördlich von Karapınar noch von einem großen See bedeckt.

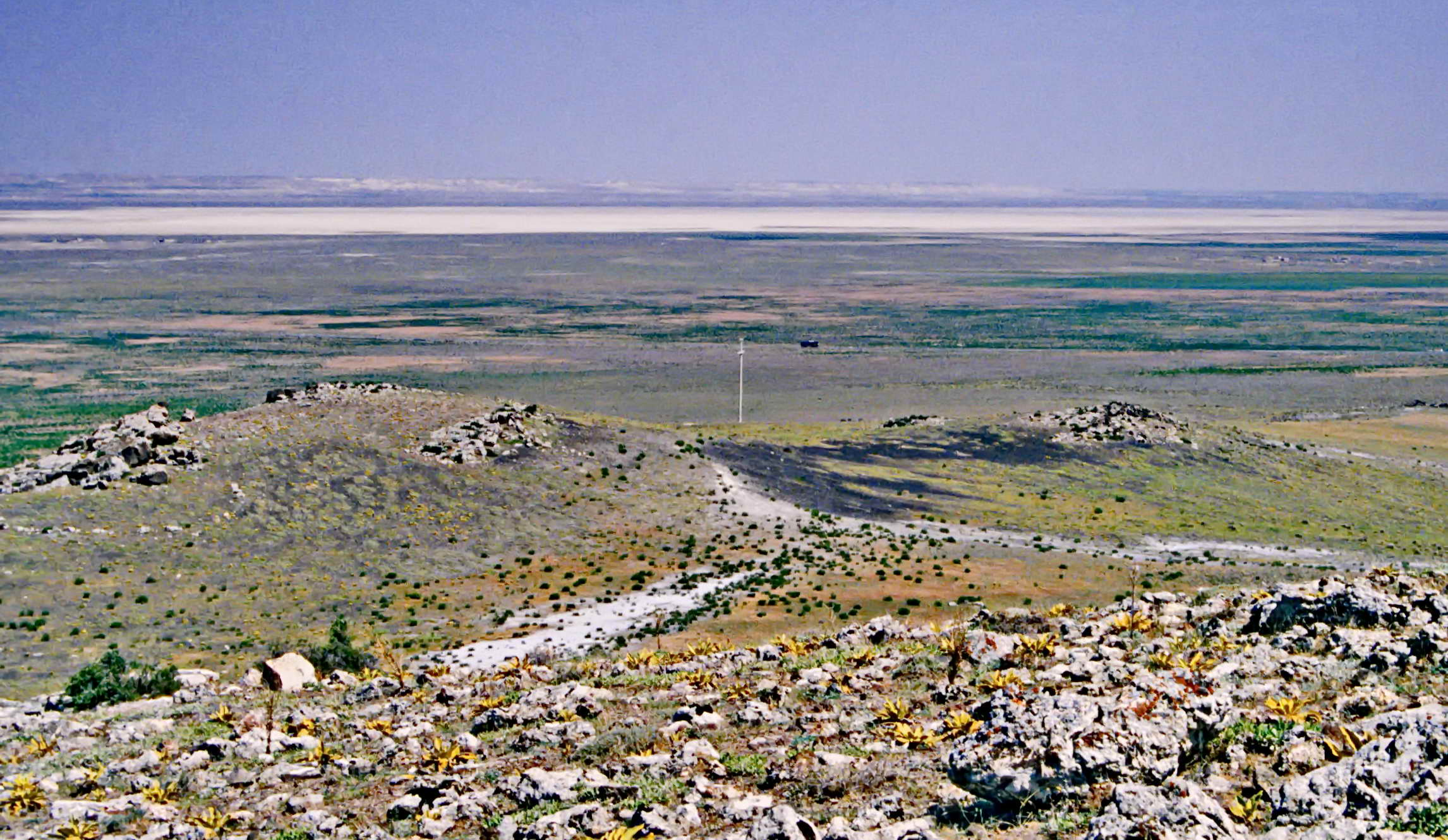
Im Mai 1989 war die Salztonebene des Kayalı Gölü nördlich von Karapınar bereits ausgetrocknet und von einer Salzkruste überzogen

Das Karapınar-Karacadağ-Gebiet weist ein kompliziertes und unregelmäßiges Oberflächenmuster auf, das u. a. aus einem Salzbecken nordöstlich der Stadt, Vulkanasche im Osten und einem Sandkörper südlich der Stadt besteht. Ein solches salines Becken ist z. B. das Kayalı-Becken, dessen Salztonebene Anfang April nach den Winterregen zumeist noch von einem großen See bedeckt ist, im Mai aber bereits austrocknet und von einer Salzkruste überzogen wird. Der nördliche Teil der Eregli- und der Karapınar-Region weist vulkanische Bajada-Strukturen auf, Reihen von zusammenwachsenden Schwemmfächern entlang von Bergfronten mit glatten Hängen aus sandigem und porösem vulkanischen Material mit Hartschalen und zementierten Oberflächen. Marine Sedimente aus dem oberen Eozän, Oligozän und Miozän kommen an mehreren Stellen vor. Das Fehlen einer natürlichen Drainage des Konya-Becken führt infolge starker sommerlicher Verdunstung an vielen Orten zu Versalzungen, da Grundwasser durch verschiedene salzhaltige Ablagerungen in Richtung der unteren Teile des Beckens fließt. Salz gelangt auch über oberirdische Gewässer in die Ebene und wird teilweise durch Bewässerungskanäle verteilt. Die Zusammensetzung der Salze variiert mit der Herkunft des Wassers. Am häufigsten sind Na2SO4 (Natriumsulfat), NaCl (Kochsalz), CaCl2 (Kalziumchlorid), MgCl2 (Magnesiumchlorid), MgSO4 (Bittersalz) und CaSO4 (Calciumsulfat, Gips). In vulkanischen Gebieten sind auch Nitrate üblich. In der Senke nördlich von Karapınar ist das lokale hygroskopische Salz NaNO3 (Natriumnitrat), das aus einem Gebiet mit früherer vulkanischer Aktivität südlich und westlich von Karapınar stammt. Das hygroskopische Salz zieht nachts Feuchtigkeit an, wenn die Luftfeuchtigkeit relativ hoch ist. Die Salzkristalle lösen sich auf und bilden eine schlammige Oberfläche. Der östlichste Teil des Karapinar-Gebiets wird vom Salzbecken des Ak Göl (außerhalb des Vulkangebietes) gebildet. Es hat zahlreiche unerklärliche Inseln, enthält permanent Wasser und dient als Abfluss oder Reservoir für Drainagewasser aus dem Zanapa-Schwemmfächer (İvriz Çayı bei Ereğli) und anderen Quellen. Seine beiden Unterbecken haben keine bestimmte Wasserversorgungsquelle, trocknen im Sommer vollständig aus. Ihre Böden waren offenbar nie sumpfig. Sie sind Playas mit einer dicken Salzkruste und werden im Sommer ausgeblasen, um nördlich davon einen Gürtel aus Sanddünen und -flächen zu bilden. Ein Großteil der Sandflächen weist aufgrund spezifischer Wetterbedingungen eine hügelige Topographie auf.

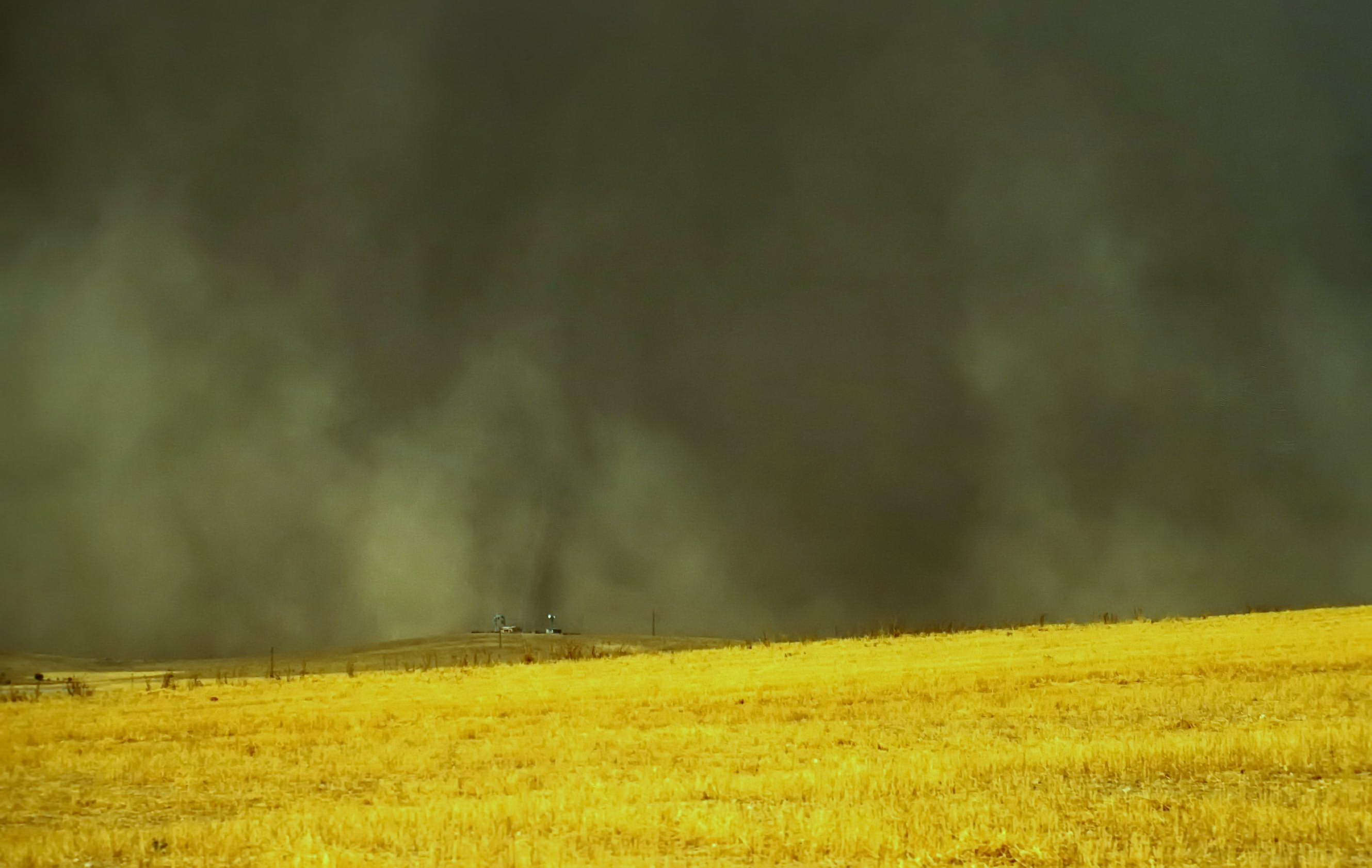
Nach Aberntung der Felder sind freiliegende weite Teile der Konya-Ova im Spätsommer und Herbst mit aufkommenden Stürmen eindrucksvollen Staub- und Sandstürmen ausgesetzt, die riesige Wolken von Feinpartikeln unter anderem auch zu Dünen anhäufen

In einem offenen baumlosen Gebiet wie dem Konya-Becken ist Wind ein bedeutsamer Klimafaktor. Im Winter herrschen Nordwinde, wie die Ausrichtung der zahlreichen Schafställe zeigt, deren offene Seite nach Süden zeigt. Südliche Stürme treten hauptsächlich im Frühjahr und im Sommer auf und verursachen eine stetige Bewegung der sich bewegenden Sanddünen im Karapinar-Gebiet nach Norden. Äolische windgeblasene Ablagerungen treten an einigen Stellen auf. Nach Aberntung der Felder sind freiliegende weite Teile der Konya-Ova im Spätsommer und Herbst mit aufkommenden Stürmen eindrucksvollen Staub- und Sandstürmen ausgesetzt, die riesige Wolken von Feinpartikeln unter anderem auch zu Dünen anhäufen. Das größte Gebiet mit wechselnden und festen Sanddünen liegt südlich von Karapinar. Kleinere Gebiete liegen östlich von Karkin, nordöstlich von Yarma und entlang der Ak-Göl-Senke (westliches Eregli-Gebiet). Die Dünen in der Nähe von Karapınar sind meist halbmondförmig (Barchane, Sicheldünen) und 8 bis 10 m hoch. Die Sandgebiete südlich von Karapınar wurden aufgrund ihrer geringen natürlichen Vegetation vom Wind erodiert, wodurch ein großes Gebiet mit Sanddünen entstanden ist. Ein Teil wurde zwar durch Vegetation stabilisiert, aber ein Großteil ist von hohen und niedrigen Sanddünen bedeckt, die langsam nach Nordosten vordringen. Der Sand ist mittelfein gemahlen und besteht zu etwa 70 % aus Calciumcarbonat in Form von abgerundeten Körnern und sehr kleinen Schalenfragmenten. Für das umzäunte Dünengebiet ergreift die türkische Regierungsorganisation Topraksu inzwischen Maßnahmen zur Eindämmung der Erosion. Diese Landschaft besteht aus vier Einheiten.
- Durch Vegetation fixierte Sanddünen
- Sand-Komplexe im Wechsel mit Sanddünen
- Stabilisierter Sand, lokal flach über kohlensäurehaltigem Ton
- Wanderdünen ohne Bodenbildung und Pflanzen.

Sowohl Wanderdünen als auch stabilisierte Dünen treten in einem komplizierten Muster auf.

## Klimakomponenten
In Karapinar lag für die Zeit zwischen 1956 und 2003 der größte Teil des täglichen Niederschlags unter 10 mm, und es ist bemerkenswert, wie gering in diesem ziemlich langen Zeitraum der Niederschlagsanteil über 20 mm war, was für die Pflanzenwelt und auch für die Landwirtschaft aber offensichtlich ausreichte. 98,9 % der 4053 Niederschlagstage im Zeitraum zwischen 1953 und 2003 brachten Niederschläge unter 25 mm/Tag. Ob die Pflanzen vom vorhandenen Niederschlag profitieren können, hängt eher von dessen Merkmalen (Niederschlagsverteilung, Starkregen usw.) als von der Höhe des Jahres-Niederschlags ab. Wenn man bedenkt, dass die Pflanzen in der Region von einem täglichen Niederschlag von unter 25 mm gut existieren können, weist das Karacadağ-Gebiet offensichtlich geeignete Bedingungen auf. Der Anteil des für die Pflanzen schädlichen bzw. ungünstigen Starkregens mit Werten zwischen 50 und 100 mm beträgt in Karapınar nur 0,1 %. Obwohl Tages-Niederschläge über 20 mm hauptsächlich im Winter, in den Frühlingsmonaten und im Juni zu beobachten sind, birgt die geringe Anzahl dieser Niederschläge keine großen Risiken für das Leben der Pflanzen. Bei Untersuchungen zum Wasserhaushalt wurde zwar festgestellt, dass die Evapotranspiration in den Sommermonaten erheblich höher ist als die Niederschlagsmenge (insbesondere im Mai und September), aber in den Wintermonaten waren die Niederschläge höher als die Evapotranspiration. Da dieser Überschuss bis zu einem gewissen Grad im Boden gespeichert werden kann, wird der Niederschlagsmangel in den Frühlingsmonaten entsprechend dem Beginn der Vegetationsperiode ausgeglichen.
Die jährliche Niederschlagsmenge der Meteorologiestationen im Umfeld des Karacadağ beträgt über 250 Millimeter (Ereğli 280,4 mm und Karapınar 287 mm). Der Monat mit dem höchsten Niederschlag variiert je nach Station (Ereğli April 40,1 mm, Karapınar Dezember 41,4 mm). Diese Werte steigen relativ zu den höheren Teilen der Berge aus den Ebenen von etwa 1000 Metern an. Der höchste Niederschlag in Ereğli fällt im Frühjahr (38,5 %) und in Karapinar im Frühjahr (35 %) und Winter (35 %). Der Niederschlag in Karapınar in den Frühlings- und Wintermonaten ist nahezu gleich (100,5 mm in der Wintersaison und 102,2 mm im Frühjahr). Die zweitwichtigste Regenzeit ist in Ereğli der Winter (32,6 %) und in Karapinar im Herbst (19 %). Somit fallen mindestens 70 % des jährlichen Niederschlags an allen beiden Stationen aufgeteilt zwischen der Frühjahrs- und der Wintersaison. Der Sommer ist an allen Stationen die am wenigsten regnerische Jahreszeit: Karapınar 11 %, Ereğli 11,2 %. Die Tatsache, dass die Frühlings-Niederschlagsrate ziemlich hoch ist und die Sommermonate wenig Regen erhalten, ist für die Wachstumsphase der Pflanzen von großer Bedeutung. Der monatliche Niederschlag, der im Winter (Dezember und Januar) über 20 mm beträgt, bringt im Sommer (Juli und August) weniger als 20 mm. Dabei ähnelt der Sommermonat Juni eher den Frühlingsmonaten (April und Mai) als den Sommermonaten. Andererseits ist der September bezüglich der Niederschlagswerte noch den Sommer-Monaten Juli und August ähnlicher. Der Beginn der Sommersaison bringt somit der Landwirtschaft noch günstige Niederschlagsbedingungen, während die Reife- und Erntesaison des Getreides im Sommer, in der der Regen nur sehr wenig fällt, weiter in den September verschoben wird.
Im Umfeld von Karapınar und Ereğli, wo die jährlichen Durchschnittstemperaturwerte über 10 °C liegen (Ereğli 11,3 °C, Karapınar 10,9 °C), steigen die entsprechenden Temperaturen im Juli, dem heißesten Monat, im Durchschnitt über 20 °C (Juli in Karapınar, in Ereğli 22,8 °C). Die Temperaturwerte im Januar fallen in Ereğli und Karapınar unter 0 °C mit Durchschnittswerten in Ereğli von −0,2 °C und in Karapınar von −0,7 °C. Ab der zweiten Februarhälfte steigen die mittleren Temperaturen über 0 °C und ab Mitte März über 5 °C. In der letzten November- und frühen Dezemberwoche liegen sie aber bereits wieder zwischen 0 und 5 °C. Der Zeitraum, in dem die durchschnittliche Tagestemperatur in Karapınar unter 5 °C fällt, umfasst einen Zeitraum von ungefähr 3,5 Monaten. Es ist auch bemerkenswert, dass die durchschnittliche Tagestemperatur während dieses Zeitraums nicht unter 0 °C fällt. Der Juli ist der heißeste Monat in Karapinar. Vom 15. bis 31. Juli liegen die durchschnittlichen Tagestemperaturen immer bei 23 °C und darüber. Der heiße Zyklus dauert den ganzen August an und endet Anfang September. Die höchste tägliche Durchschnittstemperatur im Sommer in Karapınar beträgt 23,9 °C (19. Juli). Die täglichen Durchschnittstemperaturen fallen Ende September unter 15 °C und Ende Oktober unter 10 °C. Die Häufigkeit von Temperaturen über 30 °C beträgt in Karapınar 4,2 %.
Für Karapınar beträgt die Dauer der Kälteperiode, in der die täglichen Durchschnittstemperaturen unter 5 °C liegen, fast 4 Monate. Dann sind die durchschnittlichen Tagestemperaturen zwischen dem 1. Januar und 14. März bzw. dem 21. November und 31. Dezember immer unter 5 °C. Die täglichen Durchschnittstemperaturen sinken ab dem 9. Januar bis zum 10. Februar unter 0 °C. Während dieses Zeitraums, nur an einem Tag (30. Januar), liegt der durchschnittliche Tagestemperaturwert über 0 °C. Die Anzahl der Tage, an denen die täglichen Durchschnittstemperaturen unter 0 °C fallen, beträgt in Karapınar 32 Tage. Der niedrigste tägliche Durchschnittstemperaturwert in der Kälteperiode beträgt −2,4 °C (am 23. Januar). Die täglichen Durchschnittstemperaturen steigen etwa ab Mitte März über 5 °C. Der Unterschied zwischen der höchsten und niedrigsten täglichen Durchschnittstemperatur in Karapınar liegt bei 21,5 °C. Zweifellos sind alle diese Eigenschaften vor allem in den Monaten wichtig, die mit dem Beginn und dem Ende der Wachstumsphase der Pflanzen zusammenfallen. In Karapınar sind die Häufigkeiten von Temperaturen unter 0 °C und Temperaturen über 30 °C in den Frühlingsmonaten recht gering. Bemerkenswert ist darüber hinaus, dass die Temperaturen insbesondere seit Ende der 1990er Jahre bis 2004 um 0,5 °C, also erheblich angestiegen sind. Die durchschnittlichen Jahresniederschläge sind allerdings nicht verlässlich: Der jährliche Niederschlagsdurchschnitt über lange Perioden gemittelt in Karapınar liegt bei 287 mm. Obwohl Karapınar in einigen Jahren mehr als 400 mm Niederschlag erhielt (426 mm im Jahr 1963), erreichte dieser Wert in einigen Jahren nicht einmal 200 mm (174,3 mm im Jahr 1999).

## Vegetationsmerkmale
Auffällig in den Regionen im und um den Karacadağ ist die Waldarmut und das Vorherrschen einer Steppen-Vegetation auf Flächen, die nicht ackerbaulich genutzt werden. Dass dies in der Vergangenheit nicht immer so war, zeigen archäo-botanische Untersuchungen u. a. auch für die Regionen im und um den Karacadağ. Nicht nur klimatische Veränderungen, sondern vor allem auch Eingriffe des Menschen haben die Vegetation dort beträchtlich gewandelt. Waldformationen dort wurden nicht erst durch Nutzung als Weiden der Dorfsiedlungen rund um die Vulkane genutzt und dadurch geschädigt und zerstört.

### Blicke in die Vegetations-Vergangenheit
Hinweise auf die neolithische Landwirtschaft vor allem im südlichen Teil der Region wurden durch Pollenanalysen erbracht. Bereits vor 4000–5000 Jahren hatte man dort begonnen, die Hänge der Berge zu nutzen. Die älteste Zivilisation mit Ruinen im Gebiet des Karacadağ sind offenbar die Hethiter. Die hethitischen Stelen (Altäre) im Bezirk Emirgazi und die Keramikreste im Hügel Kıçıkışla (Yağmapınar) stammen aus dieser Zeit. Es wird auch angegeben, dass der Berg, der in der hethitischen Zeit Sarlaimmi genannt wurde, der Karacadağ-Vulkan war. Ein weiterer Beleg, aus dem hervorgeht, dass die hethitische Zivilisation in der Region beheimatet war, ist, dass der Karacadağ in den Kampagnen der Hethiter und des Königreichs Arzawa gegeneinander eine wichtige Rolle in der Logistik spielte. Das Telipinu-Edikt regelt die Thronfolge im hethitischen Reich; Dessen erster namentlich bekannter Repräsentant ist Labarna I., der – nach dem etwa anderthalb Jahrhunderte später entstandenen Erlass des Königs Telipinu – zahlreiche Städte zwischen dem Tuz Gölü und dem Taurusgebirge eroberte. Genannt werden Orte, wie Hupişna (Ereğli), Tuwanuwa (Kemerhisar), Nenussa (Aksaray) und Landa (Karaman). Es ist bekannt, dass der Karacadağ während der Eroberungen von Hupişna und Nenessa von den Hethitern dominiert wurde. In einem hethitischen Dokument (KBO VI 28, S. 8–9) heißt es „Arvaliler (vermutlich Arzawaner, Anm. d. Verfassers) kamen aus der Richtung des Unterlandes und zerstörten das Hatti-Land. Er hat die Grenze zwischen Tuwanuwa (Kemerhisar) und der Stadtr Uda gemacht.“ (Uda ist eine antike Stadt in der Nähe von Emirgazi).
Untersuchungen von Pollenanalysen mit Hilfe der Radio-Karbonmethode haben ergeben, dass vor 13.000 bis 10.000 Jahren, als in der Konya-Ebene Steppenvegetation verbreitet war, geeignete Lebensräume von Baumgemeinschaften in den Bergen existierten und besonders in der zweiten Hälfte dieses Zeitraums günstige Wachstumsbedingungen für Bäume herrschten. Bekannt ist der signifikante Anstieg von Birkenpollen (Betula) vor etwa 11.000 bis 10.000 Jahren. Während dieser Zeit entwickelten sich Birkenwaldungen an den Hängen des Karacadağ. Auf diese Zeit folgte offenbar – vermutlich aufgrund veränderter klimatischer Bedingungen – eine Bewaldung aus verschiedenen Eichen (Quercus) und Kiefern (Pinus) bei einer Zunahme von Kiefernpollen zusammen mit der von Zedernpollen (Cedrus) ab etwa 8000 Jahre. Das derzeitige Verbreitungsgebiet der Zeder ist allerdings das Taurusgebirge im Süden und findet sich nicht mehr auf dem vulkanischen Massiv des Karacadağ. Auch die Birke ist nach derzeitigem Kenntnisstand dort nicht vertreten.
Im Neolithikum hatte man wirtschaftliche Beziehungen zu anderen Siedlungen außerhalb z. B. über den Handel mit Obsidian, der bereits in der Steinzeit ein sehr wertvoller Rohstoff und ein Hauptbestandteil dieser Beziehungen war. Eine dieser Obsidianressourcen war der Karacadağ. Obsidianabschläge wurden in unterirdischen Städten in der Nähe der Dörfer Oymalı und Akören im östlichen Teil des Karacadağ gefunden. Holzkohle wurde zur Trennung von Kupfer und Kupferoxid verwendet, wodurch es insbesondere während und nach der Bronzezeit zu einem raschen Waldverbrauch kam. Archäobotanische Studien belegen, dass für die Siedlungen neolithischer Gemeinschaften Holz nicht nur als Brennstoff, sondern auch als Baustoff eine wichtige Rolle und als Rohstoff für Behälter und Werkzeuge spielte. Verkohlte Stücke und Holzreste von Quercus (Eiche), Juniperus (Wacholder), Ulmus (Ulme), Fraxinus (Esche), Salix (Weiden), Zürgelbaum (Celtis australis), Terpentin-Pistazie (Terebinthe), Mandelbaum (Prunus dulcis) und Prunus (Wild-Pflaumen) nahmen einen wichtigen Platz unter den Holzproben ein und zeigen eine bemerkenswerte Pflanzenvielfalt während dieser Siedlungsperiode. Steppengebiete, die sich unter dem Einfluss des Menschen bis heute deutlich durch Ackerbau, Viehzucht, Brände und Wohngebiete erweiterten, waren damals noch vergleichsweise begrenzt. Viele Steppenpflanzen wurden erst nach und nach in die zerstörten Waldgebiete eingeführt und dort zu einer quasi-natürlichen Vegetation, und abgelegene Berggebiete mit relativ großer Höhe, die wie der Karacadağ auf den ersten Blick baumlos zu sein scheinen, wurden zu Rückzugsgebieten der letzten Waldgemeinden Inneranatoliens.

### Restwälder im Karacadağ
Als letzte Überreste alter Trockenwälder, die in der Vergangenheit weite Gebiete in der zentralanatolischen Region bedeckten, sind Pflanzengemeinschaften auf dem Karacadağ für den Menschen immer noch wichtig. Zum Beispiel werden die Becher einiger Eichenarten beim Färben von Wolle u. a. für Teppiche verwendet, oder Terfezia-Arten von der Wurzel der Artemisia werden als Kartoffeln gegessen. Andere Pflanzen werden als Medizin verwendet. Eichenreste werden immer noch als Brennholz und ihre Früchte und Blätter als Tierfutter verwendet. Die Kasnakeiche (Quercus vulcanica), die im Karacadağ verbreitet ist, wird seit vielen Jahren verwendet insbesondere bei der Herstellung von Weinfässern und Riemenscheiben, da das Holz nicht schwer zu verarbeiten ist. Auch in Restwald-Gebieten im Karacadağ werden dort, wo die Wälder weitgehend zerstört wurden, teilweise Felder bewirtschaftet. Die Waldformationen auf dem Karacadağ haben aufgrund der dortigen Wachstumsbedingungen Trockenwaldcharakter, sind allerdings im Hinblick auf die Vielfalt für die Region wichtig, denn in Waldresten finden mehr als 400 verschiedene Pflanzengruppen die Möglichkeit, äußerst einheitliche Gemeinschaften zu bilden, wobei ein erheblicher Teil davon keine Bäume, sondern Kräuter-Arten sind.
In der westlichen Hälfte des Berggebiets sind die bis heute erhaltenen Eichenwaldreste dichter als im Ostteil. Die Gebiete westlich einer Linie in Nordost-Südwest-Richtung zwischen Gölören im Norden des Karacadağ und dem Acıgöl im Süden enthalten einen erheblichen Teil der Waldreste des Karacadağ. Dort sind die dominierenden Elemente der Waldgemeinschaften Eichenarten, wie Walloneneiche (Quercus Macrolepis), mazedonische Eiche (Quercus trojana), Flaumeiche (Quercus pubescens) und Aleppo-Eiche (Färber-Eiche, Quercus infectoria). Die meisten dieser Holzpflanzen haben gegen geringe Niederschläge und hohe Temperaturen verschiedene Formen der Anpassung entwickelt und verwandeln sich in Gebieten, in denen Bodenschichten geschwächt und Eingriffe des Menschen (Überweidung) stärker sind, in Eichengebüsch. Unter den Eichengemeinschaften bildet die Kasnak-Eiche (Quercus vulcanica), die ihren Namen vom Karadağ-Vulkan im Südwesten des Karacadağ hat, wo sie zum ersten Mal entdeckt wurde, auch Verbände in den höheren Teilen des Karacadağ, speziell im Norden hinter den Kraterwänden des Ovacık-Kraters. Zwischen den Eichenwaldresten verstreut stehen teilweise Wacholderarten: Griechischer Wacholder (Juniperus excelsa) und Stechwacholder (Juniperus oxycedrus) breiten sich an den steilen Hängen der Hügel aus, die die Caldera und die Krater umgeben – allerdings extrem verstreut, sodass man von lichten Wacholderwäldern kaum noch reden kann. Laubabwerfende Pflanzenarten, wie Esche (Fraxinus angustifolia) und Ulme (Ulmus minor), bereichern in den Tälern des Karacadağ die Gemeinschaften. Dazwischen wachsen Wildrosen (Rosa canina und Rosa pulverulenta), Wildgeißblatt (Lonicera etrusca), Hirschdistel (Crataegus monogyna und Crataegus tanecetifolia) und Sanddorn (Rhamnus oleoides). Eine dieser Arten, Rhamnus rhodopeus, ist auch als anatolischer Cehri (Kreuzdorn, Rhamnus anatolicus) bekannt. Ihr Verbreitungsgebiet liegt auf 1600 m Höhe um das Çiçeklikaya-Tal. Die Gewöhnliche Zwergmispel (Cotoneaster integerrimus) ist in den Berggebieten des Karacadağ auf Höhen zwischen 1500 und 1700 m um den Eğrikuyu Tepesi, den Çevlikkaya Tepesi und das Çiçeklikaya-Tal verbreitet. Des Weiteren wächst die Niederliegende Kirsche (Prunus prostrata Synonym Cerasus prostrata) besonders an den Hängen des Ovacık-Kraters auf 1700 m Höhe.

### Steppen-Vegetation
Steppenbildung erfolgt an Stellen, an denen die klimatischen Bedingungen das Wachstum von Bäumen nicht mehr zulassen. So haben sich viele der krautigen Pflanzenarten im Karacadağ – zumeist Steppenpflanzen – den trockenen Standorten angepasst, indem sie während Trockenperioden ihre oberirdischen Teile vertrocknen lassen oder ihre unterirdischen Wurzelsysteme so weit wie möglich entwickeln. Viele Pflanzen bilden Knollen und Zwiebeln unter der Erde für den Zeitraum, in dem kein Wasser verfügbar ist. Die meisten von ihnen sind Stauden, die im Karacadağ-Gebiet weite Verbreitung finden, viele davon mit Zwiebeln oder Rhizomen, die ihre Lebensaktivitäten mehrjährig aufrechterhalten.

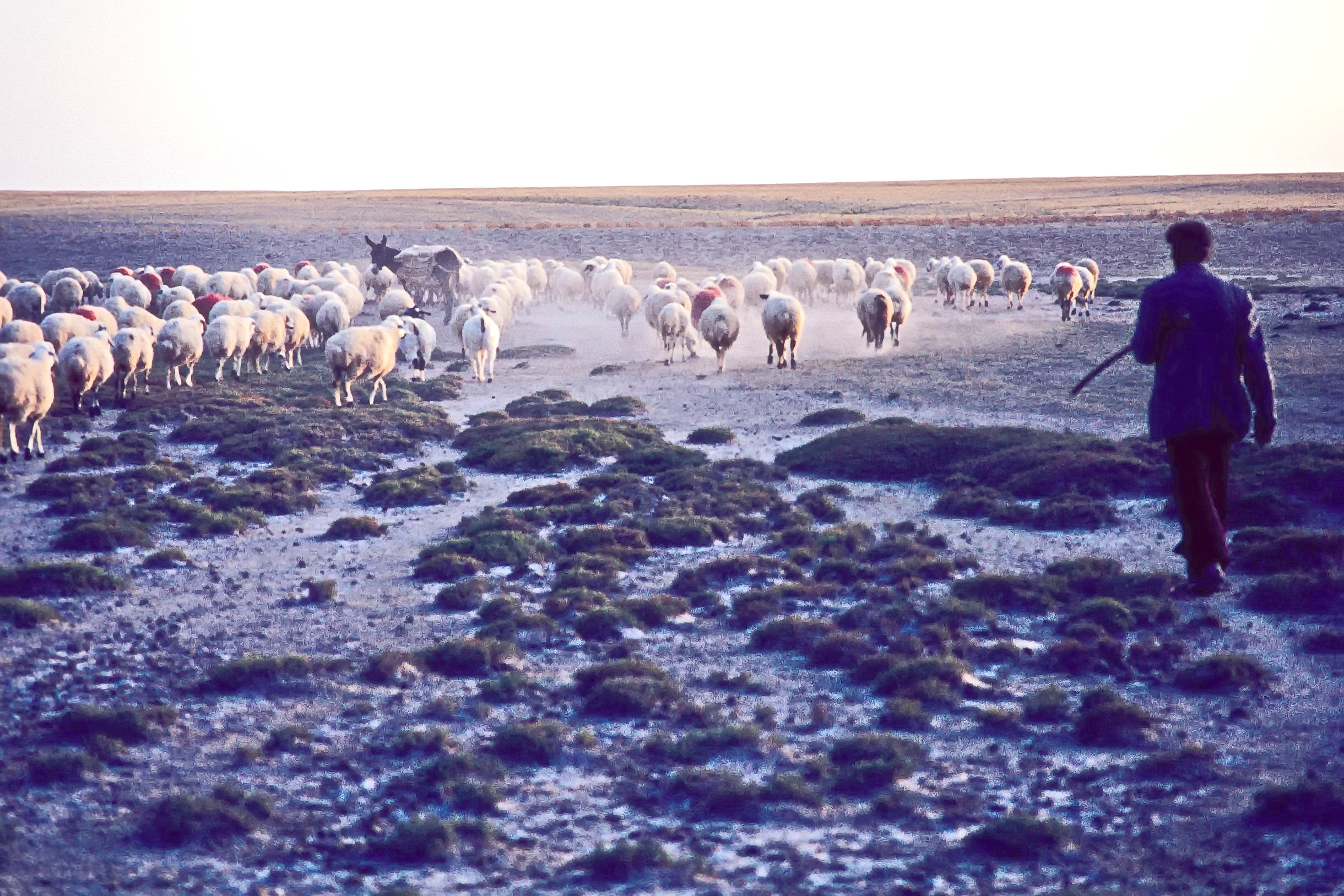
Schäfer mit Esel und Schafherde in der Artemisia-Steppenlandschaft der Konya-Ebene bei Karapınar

Die Pflanzenwelt im Karacadağ-Gebiet gehört sowohl zur europäisch-sibirischen Flora, als auch zur mediterranen Flora sowie der iranisch-turanische Flora. Obwohl es dort nur wenige Pflanzenarten gibt, die zur europäisch-sibirischen Flora und zur mediterranen Flora gehören, treten sie in einigen höheren Gebieten des Karacadağ als geschützt auf. Fast alle dieser Pflanzen, die eine europäisch-sibirische oder mediterrane Flora repräsentieren, sind krautige Pflanzen: Echte Nelkenwurz (Geum urbanum), Valeriana leucophaea (eine Baldrianart), Sand-Vergissmeinnicht (Myosotis stricta), Orientalischer Beinwell (Symphytum orientale), Lamium macrodon und Große Brennnessel (Urtica dioica) sind einige dieser europäisch-sibirisches Vertreter im Karacadağ. Leontodon oxylepis und Campanula cymbalaria (eine Glockenblumenart) sind dort dagegen Arten, deren Hauptverbreitung in den Berggebieten des Mittelmeerbeckens liegt. Dazu zählen auch Alkanna hispida, Scrophularia cryptophila (eine Braunwurzenart), Sideritis lanata (eine Art aus der Gattung der Gliedkräuter), Einjähriger Ziest (Stachys annua) subsp. cilicica, Schlangen-Lauch (Allium scorodoprasum) subsp. rotundum, Parietaria lusitanica (eine Glaskräuterart) und Breitblättriges Teerkraut (Parentucellia latifolia).
Die nördlichen Ränder des Karacadağ sind von anthropogenen Steppenformationen bedeckt, die sich aufgrund von Überweidung in ihrer floristischen Zusammensetzung kaum unterscheiden. In den südlichen Ausläufern des Karacadağ und in der Umgebung des Acıgöl dagegen findet man viele Steppenelemente der iranisch-turanischen Flora. Zu den häufigsten Steppentypen zwischen 1000 und 1100 m Höhe zählen z. B. Anchusa azurea (Große Ochsenzunge) und Anchusa undulata (Gewellte Ochsenzunge) und bis zu 15 verschiedene Grasarten, zudem Warzenkraut (Kreuzblättrige Wolfsmilch, Euphorbia lathyris), Heliotropium lasiocarpum (Behaartfrüchtige Sonnenwende), bekannt als Seidenartige Lotwurz (Onosma sericea), Euphorbia arvalis (eine Wolfsmilchart), Hahnenfuß, Hundszahngras (Cynodon dactylon), Federgräser (Stipa barbata, Stipa lagascea), Nepeta congesta (Katzenminze), Sideritis lanata (Wolliges Gliedkraut), Ziziphora tenuior (eine Bergminzenart), und Acanthalimon venustum (Hirtenkissen oder Igelpolster) und verschiedene Arten von Tragant (Astragalus angustifolius, Astragalus microcephalus = Anatolischer Kuss). Letztere hat ein weites Verbreitungsgebiet um den Acıgöl. Die endemische Wiedemannia orientalis (gleicht der Gefleckten Taubnessel), die sich über weite Gebiete ausgebreitet hat, bildet in den Waldzerstörungsgebieten im Südwesten des Karacadağ reine Gemeinschaften und malt die Ausläufer des Gebirges besonders im Frühjahr in einer purpurroten Farbe. Sandmohn (Papaver argemone), Hornmohn (Glaucium leiocarpum) und Hyoscyamus reticulatus (ein Bilsenkraut) kommen verstreut auf landwirtschaftlichen Feldern vor. Weiter nördlich stößt man auf Arten, wie Tragant (Astragalus tigridis) und Schwarzen Salbei (Salvia cryptantha), von denen einige dieser Kräuter, wie Salbei, Goldbart (Chrysopogon gryllus) und Orientalisches Lampenputzergras (Pennisetum orientale) den Transport dünner vulkanischer Sedimente insbesondere an steilen Hängen erschweren, weil deren Wurzelsysteme stark entwickelt sind. Nelkenarten (Dianthus zederbaueri) breiten sich auf dem Sekikale Tepesi aus und in 1400 m Höhe die Braunwurz (Scrophularia libanotica) auf dem Durantepe bzw. Steinklee (Melilotus bicolor) auf dem Arşılık Tepe. Weitere Waldflorapflanzen auf dem Karacadağ sind Kreuzdorn (Rhamnus hirtella), Gelbe Iris (Iris barbata), die distelartige Cousinia birandiana (gehört seit 2009 zu den Kletten, Arctium birandiana), Eselsdistel (Onopordum anatolicum), Abend-Levkoje (Matthiola longipetala subsp. bicornis) und Tragant (Astragalus podpenae).
Die Waldreste des Karacadağ beinhalten auch viele endemische Pflanzen, die sich auf Gebiete am Durantepe und Arşılık Tepesi konzentrieren. Sie machen 15 % von ungefähr 400 verschiedenen Gruppen der Flora aus. Dort liegt von mehr als 470 verschiedenen Pflanzen die Endemismusrate bei etwa 14 %. Die meisten dieser Endemiten gehören zur Flora-Region Iran-Turan. Endemische Pflanzen der europäischen sibirischen Flora sind fast nie anzutreffen und auch die Rate der Endemiten in der mediterranen Flora ist äußerst gering. Zu den Risikogruppen, die vom Aussterben bedroht sind, gehören das Raublattgewächs Alkanna hispida, die Kahle Katzenminze (Nepeta nuda), die Königskerze (Verbascum rubricaule) und verschiedene Federgräser. Dabei sind nicht nur Berggebiete, sondern auch die Flachbereiche im Norden und Süden des Karacadağ bedeutsam. In der Karapınar-Ebene sind 9 weltweit seltene Arten gefährdet (die Bleiwurz Acantholimon halophilum, die Lauchpflanzen Allium sieheanum und Allium vuralii, der Tragant Astragalus cicerellus, die Gladiole Gladiolus halophilus, die halophyte Kresse Lepidium caespitosum, der Strandflieder Limonium lilacinum, die Leguminose Sphaerophysa kotschyana und die Königskerze Verbascum pyroliforme), und in der Ereğli-Ebene 5 weitere seltene Arten (das Gipskraut Gypsophila oblanceolata, der Strandflieder Limonium iconicum, die Halophyte Microcnemum coralloides ssp. anatolicum, die Schwarzwurzel Scorzonera hieracifolia und die Leguminose Sphaerophysa kotschyana).

## Anthropogene Einflüsse
Die Zerstörung vulkanischer Landformen ist ein aktuelles Problem, zumeist aber ein wenig bewusster anthropogener, oft auf wirtschaftlichem Hintergrund ablaufender Prozess, der zumeist den Abbau von Baumaterialien betrifft. Die anthropogene Zerstörung der vulkanischen Formen hat in bestimmten Abschnitten der Türkei stark zugenommen. Dazu zählt auch das junge Vulkanrelief im Umfeld der Vulkanregionen Inneranatoliens um den Karacadağ bei Karapınar und den nördlich aufragenden Hasan Dağı sowie Vulkanformen am Acıgöl, Göllüdağ und den Melendiz Dağları (2963 m bei Nevşehir). Nach vorläufigen Recherchen wurde dort an 42 Punkten eine signifikante Zerstörung an 14 Lavakuppeln, 2 Maaren, 4 Lavaströmen, 22 pyroklastischen Kegeln mit Lavaströmen, Asche oder vulkanischer Schlacke registriert. Einige Kegel wurden bereits in größere Kiesgruben oder Steinbrüche umgewandelt. Es gibt ziemlich neue Zerstörungen am Vulkanrelief bei Karapınar, so wurden u. a. über 232.536 m² basaltische Pyroklastik am Rande des Andıklı-Tepesi (1241 m) zerstört, dem westlichen Ring des Andıklı-Maars westlich des markanten Hügels (1278 m) im Südwesten des Meke Gülü. Zudem wurden der Acıgöl-Medet Tepesi (1070 m), der Kesmez Tepe (1069 m) östlich des Ayırtmeke Tepesi und der Kumsivrisi Tepesi (1069 m) neben der Deponie von Karapınar schwer beschädigt. Die Lavaströme zwischen Karapınar und dem Karacadağ wurden ebenfalls durch Menschen zerstört, indem über 210.000 m² der Basaltlava-Trümmer entlang der Hauptstraße nach Ereğli bei Çihirlik in einer Dicke von etwa 10 m abgebaut wurden. Vermerkt wurden weitere Zerstörungen an 8 pyroklastischen Kegeln und 4 Lavadomen, die große Agglomerationen im jungen Vulkanrelief zwischen Karacadağ und dem nordöstlich gelegenen Hasan Dağı bilden. Grabungslöcher wurden an mehreren Stellen in einigen Lavakuppen und Pyroklastikkegeln geöffnet, so am Küçükeyerci (1229 m), Dedeler Tepesi (1218 m), Kepezören Tepesi (1248 m), Kızıltepe (1334 m), Ayırtmeke Tepesi (1278 m), Ayak Tepesi (1300 m) und Emirşah Tepesi (1174 m). Da sich das Material der Kegel unterscheidet, variiert auch das Ausmaß der Zerstörung.
An zweiter Stelle in Bezug auf Abbau von natürlichen vulkanischen Baustoffen stehen Lavadome, die sich in große Steinbruchsfelder verwandeln. Beschädigte Lavakuppeln im jungen Vulkanrelief zwischen Karacadağ und Hasan Dağı findet man z. B. am Gözbeği Tepesi (1541 m), Kızıltepe (1435 m), İğre Dağı (1243 m) und Asmadağı Tepesi (1689 m), die teilweise wegen ungünstiger Abbaubedingungen wieder aufgegeben wurden. Trotz auftretender Schwierigkeiten wird der Entnahme-Prozess von vulkanischen Materialien an anderen Kegeln fortgesetzt, ohne sich zu verlangsamen.

## Besuchenswertes
Sehenswertes findet man speziell im alten Ortskern der Stadt Karapınar:

### Sultan Selim Külliyesi

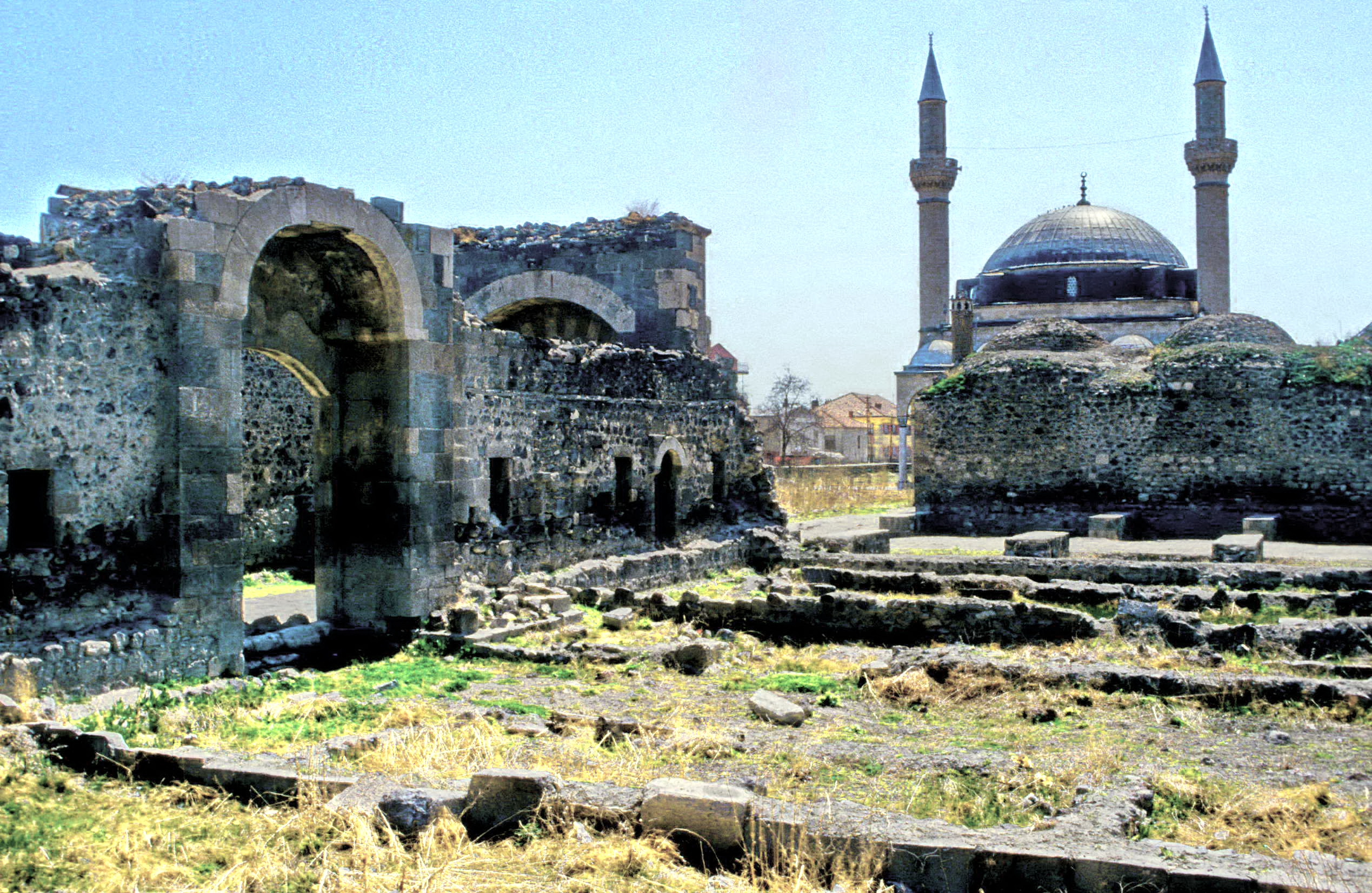
Blick auf einen Teil der von Sultan Selim II. von 1560 bis 1563 gestifteten Selemiye Külliesi vor der Restaurierung

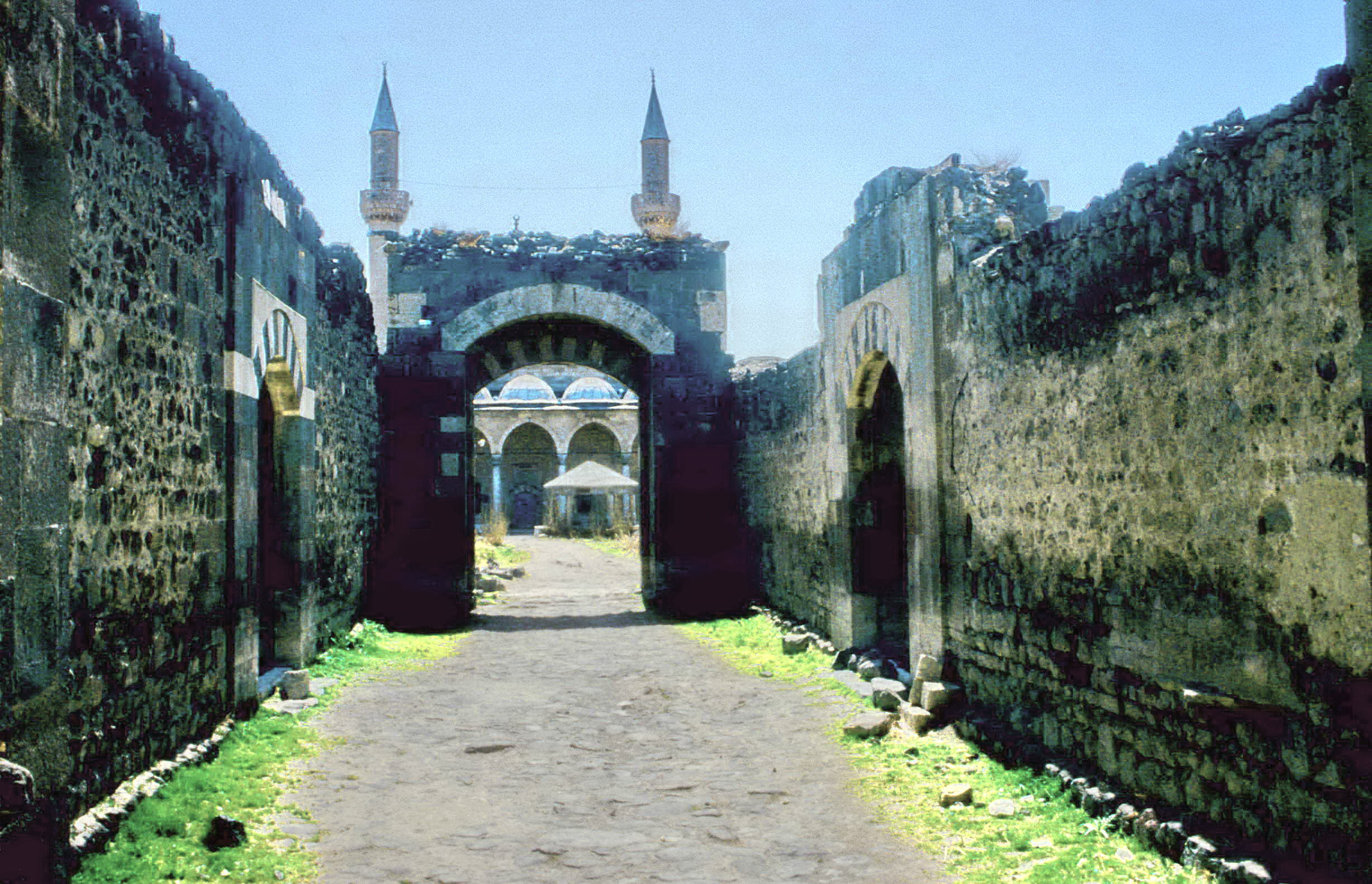
Blick in die Zugangsstraße zur von Sultan Selim II. von 1560 bis 1563 gestifteten Selemiye Külliesi vor der Restaurierung

Die Sultan Selim Külliyesi ist ein historischer Gebäudekomplex mit Moschee, Medrese, Hamam, Brunnen, öffentlicher Küche, Gästehaus, Karawanserei und bedecktem Basar von 1560 bis 1563, der 1987/88 sowie 2011/12 komplett renoviert wurde.

### Höhlensiedlung Akören

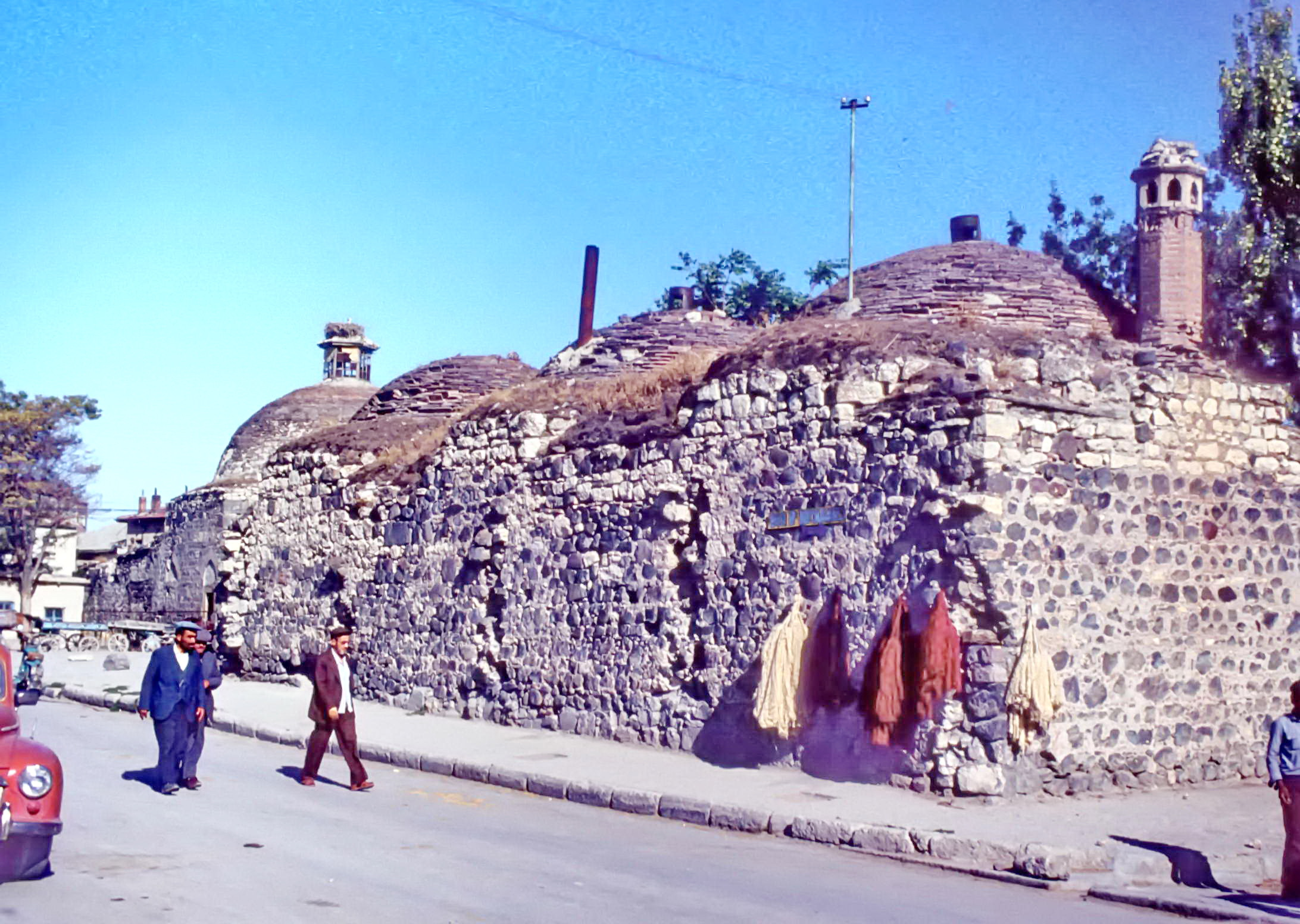
Blick auf die Reste des Hamam der von Sultan Selim II. von 1560 bis 1563 gestifteten Selemiye Külliesi vor der Restaurierung

Zwischen dem 8. und 10. Jahrhundert bauten die Bewohner unterirdische Siedlungen in den Karacadağ-Tälern, um sich vor arabischen Überfällen zu schützen. Zu diesen defensiven unterirdischen Städten gehören Kirchen, Zisternen, Verliese, Räume, Galerien und Luftschächte. Die allgemeinen Höhlengänge sind zumeist groß genug für eine Person. Die Orte wurden im Laufe der Zeit um Räume erweitert. Um den Druck auf die Raumdecken zu reduzieren, wurde ein Gewölbe eingesetzt. Trittsteine wurden eingebaut, um Höhlenwohnungen und Lagerräume erreichen zu können. Zum Heben und Senken von Lasten und Gegenständen gab es ein Rollensystem. Eine entsprechende Siedlung ist die Höhlensiedlung Akören. Sie liegt unweit Oymalı im Kreis Karapınar am Südhang des Karacadağ im Eşek-Tal nordöstlich des Dorfes Oymalı. Dort befinden sich u. a. zwei kleine Höhlen, die in die Felsen gegraben wurden. Weiter oberhalb gibt es drei weitere Höhlen im Tal des Bağız Çayı in Fortsetzung des Eşek-Tals. Auch diese Höhlen wurden in die steilen Felsen eines Abhangs gegraben. Gegenüber davon befinden sich die vier Yilemez-Höhlen. Sie sind weniger zerstört und haben ihre Originalität bewahrt. Es gibt dort Vorhallen jeweils zu den großen Räumen der Höhlen mit je zwei Räumen.

### Mennek Kalesi
Die Burg und antike Stadt Mennek in Schutzlage auf einem der höchsten Gipfel des Karacadağ, dem 1992 m hohen Mennekikalesi Tepe, ist vom 5 km entfernten Dorf Bağdayli/Yeşilyurt über das Ovacık-Plateau auf einem sehr holprigen Weg zu erreichen. Es gibt unterwegs eine Quelle auf dem Plateau in einer Höhe von 1550 m. Mennek Kalesi ist vermutlich eine der Burgsiedlungen aus hethitischer Zeit. Mennek Kalesi wurde auf einem markanten und steilen Felsen nördlich des Ovacık-Plateaus angelegt. Zwischen der Siedlung und der Burgruine Mennek kann man im Norden über eine historische Straße, die schätzungsweise von den Byzantinern stammt, leicht zur Burg hinaufsteigen, da dort der Mennek-Hügel leicht abgeflacht ist. Erkennbar sind eckige Bastionen in bestimmten Abständen an den Außen- und Innenmauern. Der Burghügel ist von zwei getrennten, kreisförmigen Mauern umgeben, bei deren Errichtung kein Mörtel verwendet wurde.